# Флор, Саломон Михайлович
Саломон (Сало) Михайлович Флор (21 ноября 1908, Городенка, Австро-Венгерская империя — 18 июля 1983, Москва, РСФСР, СССР) — чехословацкий и советский шахматист, международный гроссмейстер (1950), один из претендентов на мировое первенство в 1930-х годах, заслуженный мастер спорта СССР (1948), международный арбитр (1963).
Супруг (с 1978 года) Татьяны Флор-Есениной, племянницы русского поэта Сергея Есенина.

## Биография

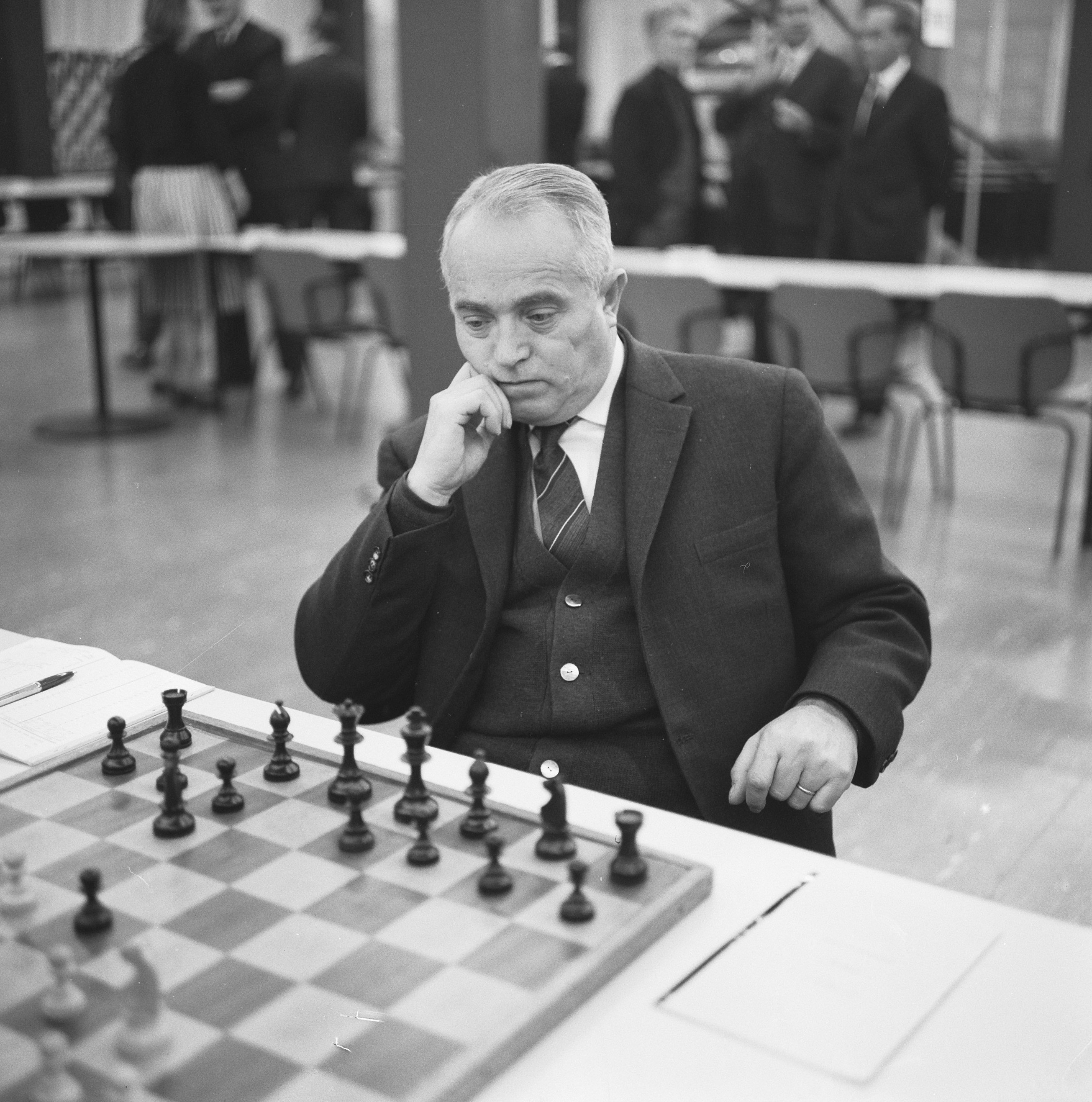
Флор (1963)

Родился в галицийском местечке Городенка (ныне город в Ивано-Франковской области Украины) в многодетной еврейской семье.
Галиция стала ареной ожесточённых сражений Первой мировой войны. Семья Флора вынуждена была переезжать с места на место и в конечном счёте поселилась в городе Липнике в Моравии. В течение двух лет скончались мать и отец Флора. Из восьми детей остались в живых только десятилетний Сало и его старший брат Мозес (Моисей), которые были переправлены в Богемию и определены в еврейский сиротский дом в Микулове, а после образования Чехословакии в 1918 году — взяты на воспитание в семью раввина в Бенешове.
В 1924 году после окончания гимназии переезжает в Прагу, где работает на бумажной фабрике. Начинает посещать шахматный клуб Ладислава Прокеша. В сеансе одновременной игры побеждает Рихарда Рети, Рудольфа Шпильмана. Принимает участие в клубных и городских турнирах. Пишет статьи для чешских газет.
Перед Второй мировой войной Флор был одним из сильнейших шахматистов мира. Победы в крупных турнирах дали ему право претендовать на матч с чемпионом мира. Вопрос о матче с Алехиным был решён, но оккупация Чехословакии Германией не позволила его провести. Эти события, несомненно, отразились и на результатах Флора ближайших лет, прежде всего в АВРО-турнире (1938), где он первый и единственный раз в жизни остался на последнем месте.
В 1939 году Флор переезжает на постоянное жительство в СССР, в 1942 году получает советское гражданство. Участвовал в нескольких чемпионатах СССР, играл за сборную страны в международных матчах. Флор был главным арбитром многих соревнований (в 1963 году получил звание международного арбитра). Получил известность как журналист, с 1951 по 1983 год был шахматным обозревателем журнала «Огонёк».
Похоронен на Ваганьковском кладбище (участок 19).

## Вклад в теорию дебютов
|   | a | b | c | d | e | f | g | h |   |
| - | --- | --- | --- | --- | --- | --- | --- | --- | - |
| 8 | a8 чёрная ладья · b8 чёрный конь · c8 чёрный слон · d8 чёрный ферзь · e8 чёрный король · h8 чёрная ладья · a7 чёрная пешка · b7 чёрная пешка · c7 чёрная пешка · e7 чёрная пешка · f7 чёрная пешка · g7 чёрный слон · h7 чёрная пешка · f6 чёрный конь · g6 чёрная пешка · d5 чёрная пешка · a4 белый ферзь · c4 белая пешка · d4 белая пешка · c3 белый конь · f3 белый конь · a2 белая пешка · b2 белая пешка · e2 белая пешка · f2 белая пешка · g2 белая пешка · h2 белая пешка · a1 белая ладья · c1 белый слон · e1 белый король · f1 белый слон · h1 белая ладья | a8 чёрная ладья · b8 чёрный конь · c8 чёрный слон · d8 чёрный ферзь · e8 чёрный король · h8 чёрная ладья · a7 чёрная пешка · b7 чёрная пешка · c7 чёрная пешка · e7 чёрная пешка · f7 чёрная пешка · g7 чёрный слон · h7 чёрная пешка · f6 чёрный конь · g6 чёрная пешка · d5 чёрная пешка · a4 белый ферзь · c4 белая пешка · d4 белая пешка · c3 белый конь · f3 белый конь · a2 белая пешка · b2 белая пешка · e2 белая пешка · f2 белая пешка · g2 белая пешка · h2 белая пешка · a1 белая ладья · c1 белый слон · e1 белый король · f1 белый слон · h1 белая ладья | a8 чёрная ладья · b8 чёрный конь · c8 чёрный слон · d8 чёрный ферзь · e8 чёрный король · h8 чёрная ладья · a7 чёрная пешка · b7 чёрная пешка · c7 чёрная пешка · e7 чёрная пешка · f7 чёрная пешка · g7 чёрный слон · h7 чёрная пешка · f6 чёрный конь · g6 чёрная пешка · d5 чёрная пешка · a4 белый ферзь · c4 белая пешка · d4 белая пешка · c3 белый конь · f3 белый конь · a2 белая пешка · b2 белая пешка · e2 белая пешка · f2 белая пешка · g2 белая пешка · h2 белая пешка · a1 белая ладья · c1 белый слон · e1 белый король · f1 белый слон · h1 белая ладья | a8 чёрная ладья · b8 чёрный конь · c8 чёрный слон · d8 чёрный ферзь · e8 чёрный король · h8 чёрная ладья · a7 чёрная пешка · b7 чёрная пешка · c7 чёрная пешка · e7 чёрная пешка · f7 чёрная пешка · g7 чёрный слон · h7 чёрная пешка · f6 чёрный конь · g6 чёрная пешка · d5 чёрная пешка · a4 белый ферзь · c4 белая пешка · d4 белая пешка · c3 белый конь · f3 белый конь · a2 белая пешка · b2 белая пешка · e2 белая пешка · f2 белая пешка · g2 белая пешка · h2 белая пешка · a1 белая ладья · c1 белый слон · e1 белый король · f1 белый слон · h1 белая ладья | a8 чёрная ладья · b8 чёрный конь · c8 чёрный слон · d8 чёрный ферзь · e8 чёрный король · h8 чёрная ладья · a7 чёрная пешка · b7 чёрная пешка · c7 чёрная пешка · e7 чёрная пешка · f7 чёрная пешка · g7 чёрный слон · h7 чёрная пешка · f6 чёрный конь · g6 чёрная пешка · d5 чёрная пешка · a4 белый ферзь · c4 белая пешка · d4 белая пешка · c3 белый конь · f3 белый конь · a2 белая пешка · b2 белая пешка · e2 белая пешка · f2 белая пешка · g2 белая пешка · h2 белая пешка · a1 белая ладья · c1 белый слон · e1 белый король · f1 белый слон · h1 белая ладья | a8 чёрная ладья · b8 чёрный конь · c8 чёрный слон · d8 чёрный ферзь · e8 чёрный король · h8 чёрная ладья · a7 чёрная пешка · b7 чёрная пешка · c7 чёрная пешка · e7 чёрная пешка · f7 чёрная пешка · g7 чёрный слон · h7 чёрная пешка · f6 чёрный конь · g6 чёрная пешка · d5 чёрная пешка · a4 белый ферзь · c4 белая пешка · d4 белая пешка · c3 белый конь · f3 белый конь · a2 белая пешка · b2 белая пешка · e2 белая пешка · f2 белая пешка · g2 белая пешка · h2 белая пешка · a1 белая ладья · c1 белый слон · e1 белый король · f1 белый слон · h1 белая ладья | a8 чёрная ладья · b8 чёрный конь · c8 чёрный слон · d8 чёрный ферзь · e8 чёрный король · h8 чёрная ладья · a7 чёрная пешка · b7 чёрная пешка · c7 чёрная пешка · e7 чёрная пешка · f7 чёрная пешка · g7 чёрный слон · h7 чёрная пешка · f6 чёрный конь · g6 чёрная пешка · d5 чёрная пешка · a4 белый ферзь · c4 белая пешка · d4 белая пешка · c3 белый конь · f3 белый конь · a2 белая пешка · b2 белая пешка · e2 белая пешка · f2 белая пешка · g2 белая пешка · h2 белая пешка · a1 белая ладья · c1 белый слон · e1 белый король · f1 белый слон · h1 белая ладья | a8 чёрная ладья · b8 чёрный конь · c8 чёрный слон · d8 чёрный ферзь · e8 чёрный король · h8 чёрная ладья · a7 чёрная пешка · b7 чёрная пешка · c7 чёрная пешка · e7 чёрная пешка · f7 чёрная пешка · g7 чёрный слон · h7 чёрная пешка · f6 чёрный конь · g6 чёрная пешка · d5 чёрная пешка · a4 белый ферзь · c4 белая пешка · d4 белая пешка · c3 белый конь · f3 белый конь · a2 белая пешка · b2 белая пешка · e2 белая пешка · f2 белая пешка · g2 белая пешка · h2 белая пешка · a1 белая ладья · c1 белый слон · e1 белый король · f1 белый слон · h1 белая ладья | 8 |
| 7 | a8 чёрная ладья · b8 чёрный конь · c8 чёрный слон · d8 чёрный ферзь · e8 чёрный король · h8 чёрная ладья · a7 чёрная пешка · b7 чёрная пешка · c7 чёрная пешка · e7 чёрная пешка · f7 чёрная пешка · g7 чёрный слон · h7 чёрная пешка · f6 чёрный конь · g6 чёрная пешка · d5 чёрная пешка · a4 белый ферзь · c4 белая пешка · d4 белая пешка · c3 белый конь · f3 белый конь · a2 белая пешка · b2 белая пешка · e2 белая пешка · f2 белая пешка · g2 белая пешка · h2 белая пешка · a1 белая ладья · c1 белый слон · e1 белый король · f1 белый слон · h1 белая ладья | a8 чёрная ладья · b8 чёрный конь · c8 чёрный слон · d8 чёрный ферзь · e8 чёрный король · h8 чёрная ладья · a7 чёрная пешка · b7 чёрная пешка · c7 чёрная пешка · e7 чёрная пешка · f7 чёрная пешка · g7 чёрный слон · h7 чёрная пешка · f6 чёрный конь · g6 чёрная пешка · d5 чёрная пешка · a4 белый ферзь · c4 белая пешка · d4 белая пешка · c3 белый конь · f3 белый конь · a2 белая пешка · b2 белая пешка · e2 белая пешка · f2 белая пешка · g2 белая пешка · h2 белая пешка · a1 белая ладья · c1 белый слон · e1 белый король · f1 белый слон · h1 белая ладья | a8 чёрная ладья · b8 чёрный конь · c8 чёрный слон · d8 чёрный ферзь · e8 чёрный король · h8 чёрная ладья · a7 чёрная пешка · b7 чёрная пешка · c7 чёрная пешка · e7 чёрная пешка · f7 чёрная пешка · g7 чёрный слон · h7 чёрная пешка · f6 чёрный конь · g6 чёрная пешка · d5 чёрная пешка · a4 белый ферзь · c4 белая пешка · d4 белая пешка · c3 белый конь · f3 белый конь · a2 белая пешка · b2 белая пешка · e2 белая пешка · f2 белая пешка · g2 белая пешка · h2 белая пешка · a1 белая ладья · c1 белый слон · e1 белый король · f1 белый слон · h1 белая ладья | a8 чёрная ладья · b8 чёрный конь · c8 чёрный слон · d8 чёрный ферзь · e8 чёрный король · h8 чёрная ладья · a7 чёрная пешка · b7 чёрная пешка · c7 чёрная пешка · e7 чёрная пешка · f7 чёрная пешка · g7 чёрный слон · h7 чёрная пешка · f6 чёрный конь · g6 чёрная пешка · d5 чёрная пешка · a4 белый ферзь · c4 белая пешка · d4 белая пешка · c3 белый конь · f3 белый конь · a2 белая пешка · b2 белая пешка · e2 белая пешка · f2 белая пешка · g2 белая пешка · h2 белая пешка · a1 белая ладья · c1 белый слон · e1 белый король · f1 белый слон · h1 белая ладья | a8 чёрная ладья · b8 чёрный конь · c8 чёрный слон · d8 чёрный ферзь · e8 чёрный король · h8 чёрная ладья · a7 чёрная пешка · b7 чёрная пешка · c7 чёрная пешка · e7 чёрная пешка · f7 чёрная пешка · g7 чёрный слон · h7 чёрная пешка · f6 чёрный конь · g6 чёрная пешка · d5 чёрная пешка · a4 белый ферзь · c4 белая пешка · d4 белая пешка · c3 белый конь · f3 белый конь · a2 белая пешка · b2 белая пешка · e2 белая пешка · f2 белая пешка · g2 белая пешка · h2 белая пешка · a1 белая ладья · c1 белый слон · e1 белый король · f1 белый слон · h1 белая ладья | a8 чёрная ладья · b8 чёрный конь · c8 чёрный слон · d8 чёрный ферзь · e8 чёрный король · h8 чёрная ладья · a7 чёрная пешка · b7 чёрная пешка · c7 чёрная пешка · e7 чёрная пешка · f7 чёрная пешка · g7 чёрный слон · h7 чёрная пешка · f6 чёрный конь · g6 чёрная пешка · d5 чёрная пешка · a4 белый ферзь · c4 белая пешка · d4 белая пешка · c3 белый конь · f3 белый конь · a2 белая пешка · b2 белая пешка · e2 белая пешка · f2 белая пешка · g2 белая пешка · h2 белая пешка · a1 белая ладья · c1 белый слон · e1 белый король · f1 белый слон · h1 белая ладья | a8 чёрная ладья · b8 чёрный конь · c8 чёрный слон · d8 чёрный ферзь · e8 чёрный король · h8 чёрная ладья · a7 чёрная пешка · b7 чёрная пешка · c7 чёрная пешка · e7 чёрная пешка · f7 чёрная пешка · g7 чёрный слон · h7 чёрная пешка · f6 чёрный конь · g6 чёрная пешка · d5 чёрная пешка · a4 белый ферзь · c4 белая пешка · d4 белая пешка · c3 белый конь · f3 белый конь · a2 белая пешка · b2 белая пешка · e2 белая пешка · f2 белая пешка · g2 белая пешка · h2 белая пешка · a1 белая ладья · c1 белый слон · e1 белый король · f1 белый слон · h1 белая ладья | a8 чёрная ладья · b8 чёрный конь · c8 чёрный слон · d8 чёрный ферзь · e8 чёрный король · h8 чёрная ладья · a7 чёрная пешка · b7 чёрная пешка · c7 чёрная пешка · e7 чёрная пешка · f7 чёрная пешка · g7 чёрный слон · h7 чёрная пешка · f6 чёрный конь · g6 чёрная пешка · d5 чёрная пешка · a4 белый ферзь · c4 белая пешка · d4 белая пешка · c3 белый конь · f3 белый конь · a2 белая пешка · b2 белая пешка · e2 белая пешка · f2 белая пешка · g2 белая пешка · h2 белая пешка · a1 белая ладья · c1 белый слон · e1 белый король · f1 белый слон · h1 белая ладья | 7 |
| 6 | a8 чёрная ладья · b8 чёрный конь · c8 чёрный слон · d8 чёрный ферзь · e8 чёрный король · h8 чёрная ладья · a7 чёрная пешка · b7 чёрная пешка · c7 чёрная пешка · e7 чёрная пешка · f7 чёрная пешка · g7 чёрный слон · h7 чёрная пешка · f6 чёрный конь · g6 чёрная пешка · d5 чёрная пешка · a4 белый ферзь · c4 белая пешка · d4 белая пешка · c3 белый конь · f3 белый конь · a2 белая пешка · b2 белая пешка · e2 белая пешка · f2 белая пешка · g2 белая пешка · h2 белая пешка · a1 белая ладья · c1 белый слон · e1 белый король · f1 белый слон · h1 белая ладья | a8 чёрная ладья · b8 чёрный конь · c8 чёрный слон · d8 чёрный ферзь · e8 чёрный король · h8 чёрная ладья · a7 чёрная пешка · b7 чёрная пешка · c7 чёрная пешка · e7 чёрная пешка · f7 чёрная пешка · g7 чёрный слон · h7 чёрная пешка · f6 чёрный конь · g6 чёрная пешка · d5 чёрная пешка · a4 белый ферзь · c4 белая пешка · d4 белая пешка · c3 белый конь · f3 белый конь · a2 белая пешка · b2 белая пешка · e2 белая пешка · f2 белая пешка · g2 белая пешка · h2 белая пешка · a1 белая ладья · c1 белый слон · e1 белый король · f1 белый слон · h1 белая ладья | a8 чёрная ладья · b8 чёрный конь · c8 чёрный слон · d8 чёрный ферзь · e8 чёрный король · h8 чёрная ладья · a7 чёрная пешка · b7 чёрная пешка · c7 чёрная пешка · e7 чёрная пешка · f7 чёрная пешка · g7 чёрный слон · h7 чёрная пешка · f6 чёрный конь · g6 чёрная пешка · d5 чёрная пешка · a4 белый ферзь · c4 белая пешка · d4 белая пешка · c3 белый конь · f3 белый конь · a2 белая пешка · b2 белая пешка · e2 белая пешка · f2 белая пешка · g2 белая пешка · h2 белая пешка · a1 белая ладья · c1 белый слон · e1 белый король · f1 белый слон · h1 белая ладья | a8 чёрная ладья · b8 чёрный конь · c8 чёрный слон · d8 чёрный ферзь · e8 чёрный король · h8 чёрная ладья · a7 чёрная пешка · b7 чёрная пешка · c7 чёрная пешка · e7 чёрная пешка · f7 чёрная пешка · g7 чёрный слон · h7 чёрная пешка · f6 чёрный конь · g6 чёрная пешка · d5 чёрная пешка · a4 белый ферзь · c4 белая пешка · d4 белая пешка · c3 белый конь · f3 белый конь · a2 белая пешка · b2 белая пешка · e2 белая пешка · f2 белая пешка · g2 белая пешка · h2 белая пешка · a1 белая ладья · c1 белый слон · e1 белый король · f1 белый слон · h1 белая ладья | a8 чёрная ладья · b8 чёрный конь · c8 чёрный слон · d8 чёрный ферзь · e8 чёрный король · h8 чёрная ладья · a7 чёрная пешка · b7 чёрная пешка · c7 чёрная пешка · e7 чёрная пешка · f7 чёрная пешка · g7 чёрный слон · h7 чёрная пешка · f6 чёрный конь · g6 чёрная пешка · d5 чёрная пешка · a4 белый ферзь · c4 белая пешка · d4 белая пешка · c3 белый конь · f3 белый конь · a2 белая пешка · b2 белая пешка · e2 белая пешка · f2 белая пешка · g2 белая пешка · h2 белая пешка · a1 белая ладья · c1 белый слон · e1 белый король · f1 белый слон · h1 белая ладья | a8 чёрная ладья · b8 чёрный конь · c8 чёрный слон · d8 чёрный ферзь · e8 чёрный король · h8 чёрная ладья · a7 чёрная пешка · b7 чёрная пешка · c7 чёрная пешка · e7 чёрная пешка · f7 чёрная пешка · g7 чёрный слон · h7 чёрная пешка · f6 чёрный конь · g6 чёрная пешка · d5 чёрная пешка · a4 белый ферзь · c4 белая пешка · d4 белая пешка · c3 белый конь · f3 белый конь · a2 белая пешка · b2 белая пешка · e2 белая пешка · f2 белая пешка · g2 белая пешка · h2 белая пешка · a1 белая ладья · c1 белый слон · e1 белый король · f1 белый слон · h1 белая ладья | a8 чёрная ладья · b8 чёрный конь · c8 чёрный слон · d8 чёрный ферзь · e8 чёрный король · h8 чёрная ладья · a7 чёрная пешка · b7 чёрная пешка · c7 чёрная пешка · e7 чёрная пешка · f7 чёрная пешка · g7 чёрный слон · h7 чёрная пешка · f6 чёрный конь · g6 чёрная пешка · d5 чёрная пешка · a4 белый ферзь · c4 белая пешка · d4 белая пешка · c3 белый конь · f3 белый конь · a2 белая пешка · b2 белая пешка · e2 белая пешка · f2 белая пешка · g2 белая пешка · h2 белая пешка · a1 белая ладья · c1 белый слон · e1 белый король · f1 белый слон · h1 белая ладья | a8 чёрная ладья · b8 чёрный конь · c8 чёрный слон · d8 чёрный ферзь · e8 чёрный король · h8 чёрная ладья · a7 чёрная пешка · b7 чёрная пешка · c7 чёрная пешка · e7 чёрная пешка · f7 чёрная пешка · g7 чёрный слон · h7 чёрная пешка · f6 чёрный конь · g6 чёрная пешка · d5 чёрная пешка · a4 белый ферзь · c4 белая пешка · d4 белая пешка · c3 белый конь · f3 белый конь · a2 белая пешка · b2 белая пешка · e2 белая пешка · f2 белая пешка · g2 белая пешка · h2 белая пешка · a1 белая ладья · c1 белый слон · e1 белый король · f1 белый слон · h1 белая ладья | 6 |
| 5 | a8 чёрная ладья · b8 чёрный конь · c8 чёрный слон · d8 чёрный ферзь · e8 чёрный король · h8 чёрная ладья · a7 чёрная пешка · b7 чёрная пешка · c7 чёрная пешка · e7 чёрная пешка · f7 чёрная пешка · g7 чёрный слон · h7 чёрная пешка · f6 чёрный конь · g6 чёрная пешка · d5 чёрная пешка · a4 белый ферзь · c4 белая пешка · d4 белая пешка · c3 белый конь · f3 белый конь · a2 белая пешка · b2 белая пешка · e2 белая пешка · f2 белая пешка · g2 белая пешка · h2 белая пешка · a1 белая ладья · c1 белый слон · e1 белый король · f1 белый слон · h1 белая ладья | a8 чёрная ладья · b8 чёрный конь · c8 чёрный слон · d8 чёрный ферзь · e8 чёрный король · h8 чёрная ладья · a7 чёрная пешка · b7 чёрная пешка · c7 чёрная пешка · e7 чёрная пешка · f7 чёрная пешка · g7 чёрный слон · h7 чёрная пешка · f6 чёрный конь · g6 чёрная пешка · d5 чёрная пешка · a4 белый ферзь · c4 белая пешка · d4 белая пешка · c3 белый конь · f3 белый конь · a2 белая пешка · b2 белая пешка · e2 белая пешка · f2 белая пешка · g2 белая пешка · h2 белая пешка · a1 белая ладья · c1 белый слон · e1 белый король · f1 белый слон · h1 белая ладья | a8 чёрная ладья · b8 чёрный конь · c8 чёрный слон · d8 чёрный ферзь · e8 чёрный король · h8 чёрная ладья · a7 чёрная пешка · b7 чёрная пешка · c7 чёрная пешка · e7 чёрная пешка · f7 чёрная пешка · g7 чёрный слон · h7 чёрная пешка · f6 чёрный конь · g6 чёрная пешка · d5 чёрная пешка · a4 белый ферзь · c4 белая пешка · d4 белая пешка · c3 белый конь · f3 белый конь · a2 белая пешка · b2 белая пешка · e2 белая пешка · f2 белая пешка · g2 белая пешка · h2 белая пешка · a1 белая ладья · c1 белый слон · e1 белый король · f1 белый слон · h1 белая ладья | a8 чёрная ладья · b8 чёрный конь · c8 чёрный слон · d8 чёрный ферзь · e8 чёрный король · h8 чёрная ладья · a7 чёрная пешка · b7 чёрная пешка · c7 чёрная пешка · e7 чёрная пешка · f7 чёрная пешка · g7 чёрный слон · h7 чёрная пешка · f6 чёрный конь · g6 чёрная пешка · d5 чёрная пешка · a4 белый ферзь · c4 белая пешка · d4 белая пешка · c3 белый конь · f3 белый конь · a2 белая пешка · b2 белая пешка · e2 белая пешка · f2 белая пешка · g2 белая пешка · h2 белая пешка · a1 белая ладья · c1 белый слон · e1 белый король · f1 белый слон · h1 белая ладья | a8 чёрная ладья · b8 чёрный конь · c8 чёрный слон · d8 чёрный ферзь · e8 чёрный король · h8 чёрная ладья · a7 чёрная пешка · b7 чёрная пешка · c7 чёрная пешка · e7 чёрная пешка · f7 чёрная пешка · g7 чёрный слон · h7 чёрная пешка · f6 чёрный конь · g6 чёрная пешка · d5 чёрная пешка · a4 белый ферзь · c4 белая пешка · d4 белая пешка · c3 белый конь · f3 белый конь · a2 белая пешка · b2 белая пешка · e2 белая пешка · f2 белая пешка · g2 белая пешка · h2 белая пешка · a1 белая ладья · c1 белый слон · e1 белый король · f1 белый слон · h1 белая ладья | a8 чёрная ладья · b8 чёрный конь · c8 чёрный слон · d8 чёрный ферзь · e8 чёрный король · h8 чёрная ладья · a7 чёрная пешка · b7 чёрная пешка · c7 чёрная пешка · e7 чёрная пешка · f7 чёрная пешка · g7 чёрный слон · h7 чёрная пешка · f6 чёрный конь · g6 чёрная пешка · d5 чёрная пешка · a4 белый ферзь · c4 белая пешка · d4 белая пешка · c3 белый конь · f3 белый конь · a2 белая пешка · b2 белая пешка · e2 белая пешка · f2 белая пешка · g2 белая пешка · h2 белая пешка · a1 белая ладья · c1 белый слон · e1 белый король · f1 белый слон · h1 белая ладья | a8 чёрная ладья · b8 чёрный конь · c8 чёрный слон · d8 чёрный ферзь · e8 чёрный король · h8 чёрная ладья · a7 чёрная пешка · b7 чёрная пешка · c7 чёрная пешка · e7 чёрная пешка · f7 чёрная пешка · g7 чёрный слон · h7 чёрная пешка · f6 чёрный конь · g6 чёрная пешка · d5 чёрная пешка · a4 белый ферзь · c4 белая пешка · d4 белая пешка · c3 белый конь · f3 белый конь · a2 белая пешка · b2 белая пешка · e2 белая пешка · f2 белая пешка · g2 белая пешка · h2 белая пешка · a1 белая ладья · c1 белый слон · e1 белый король · f1 белый слон · h1 белая ладья | a8 чёрная ладья · b8 чёрный конь · c8 чёрный слон · d8 чёрный ферзь · e8 чёрный король · h8 чёрная ладья · a7 чёрная пешка · b7 чёрная пешка · c7 чёрная пешка · e7 чёрная пешка · f7 чёрная пешка · g7 чёрный слон · h7 чёрная пешка · f6 чёрный конь · g6 чёрная пешка · d5 чёрная пешка · a4 белый ферзь · c4 белая пешка · d4 белая пешка · c3 белый конь · f3 белый конь · a2 белая пешка · b2 белая пешка · e2 белая пешка · f2 белая пешка · g2 белая пешка · h2 белая пешка · a1 белая ладья · c1 белый слон · e1 белый король · f1 белый слон · h1 белая ладья | 5 |
| 4 | a8 чёрная ладья · b8 чёрный конь · c8 чёрный слон · d8 чёрный ферзь · e8 чёрный король · h8 чёрная ладья · a7 чёрная пешка · b7 чёрная пешка · c7 чёрная пешка · e7 чёрная пешка · f7 чёрная пешка · g7 чёрный слон · h7 чёрная пешка · f6 чёрный конь · g6 чёрная пешка · d5 чёрная пешка · a4 белый ферзь · c4 белая пешка · d4 белая пешка · c3 белый конь · f3 белый конь · a2 белая пешка · b2 белая пешка · e2 белая пешка · f2 белая пешка · g2 белая пешка · h2 белая пешка · a1 белая ладья · c1 белый слон · e1 белый король · f1 белый слон · h1 белая ладья | a8 чёрная ладья · b8 чёрный конь · c8 чёрный слон · d8 чёрный ферзь · e8 чёрный король · h8 чёрная ладья · a7 чёрная пешка · b7 чёрная пешка · c7 чёрная пешка · e7 чёрная пешка · f7 чёрная пешка · g7 чёрный слон · h7 чёрная пешка · f6 чёрный конь · g6 чёрная пешка · d5 чёрная пешка · a4 белый ферзь · c4 белая пешка · d4 белая пешка · c3 белый конь · f3 белый конь · a2 белая пешка · b2 белая пешка · e2 белая пешка · f2 белая пешка · g2 белая пешка · h2 белая пешка · a1 белая ладья · c1 белый слон · e1 белый король · f1 белый слон · h1 белая ладья | a8 чёрная ладья · b8 чёрный конь · c8 чёрный слон · d8 чёрный ферзь · e8 чёрный король · h8 чёрная ладья · a7 чёрная пешка · b7 чёрная пешка · c7 чёрная пешка · e7 чёрная пешка · f7 чёрная пешка · g7 чёрный слон · h7 чёрная пешка · f6 чёрный конь · g6 чёрная пешка · d5 чёрная пешка · a4 белый ферзь · c4 белая пешка · d4 белая пешка · c3 белый конь · f3 белый конь · a2 белая пешка · b2 белая пешка · e2 белая пешка · f2 белая пешка · g2 белая пешка · h2 белая пешка · a1 белая ладья · c1 белый слон · e1 белый король · f1 белый слон · h1 белая ладья | a8 чёрная ладья · b8 чёрный конь · c8 чёрный слон · d8 чёрный ферзь · e8 чёрный король · h8 чёрная ладья · a7 чёрная пешка · b7 чёрная пешка · c7 чёрная пешка · e7 чёрная пешка · f7 чёрная пешка · g7 чёрный слон · h7 чёрная пешка · f6 чёрный конь · g6 чёрная пешка · d5 чёрная пешка · a4 белый ферзь · c4 белая пешка · d4 белая пешка · c3 белый конь · f3 белый конь · a2 белая пешка · b2 белая пешка · e2 белая пешка · f2 белая пешка · g2 белая пешка · h2 белая пешка · a1 белая ладья · c1 белый слон · e1 белый король · f1 белый слон · h1 белая ладья | a8 чёрная ладья · b8 чёрный конь · c8 чёрный слон · d8 чёрный ферзь · e8 чёрный король · h8 чёрная ладья · a7 чёрная пешка · b7 чёрная пешка · c7 чёрная пешка · e7 чёрная пешка · f7 чёрная пешка · g7 чёрный слон · h7 чёрная пешка · f6 чёрный конь · g6 чёрная пешка · d5 чёрная пешка · a4 белый ферзь · c4 белая пешка · d4 белая пешка · c3 белый конь · f3 белый конь · a2 белая пешка · b2 белая пешка · e2 белая пешка · f2 белая пешка · g2 белая пешка · h2 белая пешка · a1 белая ладья · c1 белый слон · e1 белый король · f1 белый слон · h1 белая ладья | a8 чёрная ладья · b8 чёрный конь · c8 чёрный слон · d8 чёрный ферзь · e8 чёрный король · h8 чёрная ладья · a7 чёрная пешка · b7 чёрная пешка · c7 чёрная пешка · e7 чёрная пешка · f7 чёрная пешка · g7 чёрный слон · h7 чёрная пешка · f6 чёрный конь · g6 чёрная пешка · d5 чёрная пешка · a4 белый ферзь · c4 белая пешка · d4 белая пешка · c3 белый конь · f3 белый конь · a2 белая пешка · b2 белая пешка · e2 белая пешка · f2 белая пешка · g2 белая пешка · h2 белая пешка · a1 белая ладья · c1 белый слон · e1 белый король · f1 белый слон · h1 белая ладья | a8 чёрная ладья · b8 чёрный конь · c8 чёрный слон · d8 чёрный ферзь · e8 чёрный король · h8 чёрная ладья · a7 чёрная пешка · b7 чёрная пешка · c7 чёрная пешка · e7 чёрная пешка · f7 чёрная пешка · g7 чёрный слон · h7 чёрная пешка · f6 чёрный конь · g6 чёрная пешка · d5 чёрная пешка · a4 белый ферзь · c4 белая пешка · d4 белая пешка · c3 белый конь · f3 белый конь · a2 белая пешка · b2 белая пешка · e2 белая пешка · f2 белая пешка · g2 белая пешка · h2 белая пешка · a1 белая ладья · c1 белый слон · e1 белый король · f1 белый слон · h1 белая ладья | a8 чёрная ладья · b8 чёрный конь · c8 чёрный слон · d8 чёрный ферзь · e8 чёрный король · h8 чёрная ладья · a7 чёрная пешка · b7 чёрная пешка · c7 чёрная пешка · e7 чёрная пешка · f7 чёрная пешка · g7 чёрный слон · h7 чёрная пешка · f6 чёрный конь · g6 чёрная пешка · d5 чёрная пешка · a4 белый ферзь · c4 белая пешка · d4 белая пешка · c3 белый конь · f3 белый конь · a2 белая пешка · b2 белая пешка · e2 белая пешка · f2 белая пешка · g2 белая пешка · h2 белая пешка · a1 белая ладья · c1 белый слон · e1 белый король · f1 белый слон · h1 белая ладья | 4 |
| 3 | a8 чёрная ладья · b8 чёрный конь · c8 чёрный слон · d8 чёрный ферзь · e8 чёрный король · h8 чёрная ладья · a7 чёрная пешка · b7 чёрная пешка · c7 чёрная пешка · e7 чёрная пешка · f7 чёрная пешка · g7 чёрный слон · h7 чёрная пешка · f6 чёрный конь · g6 чёрная пешка · d5 чёрная пешка · a4 белый ферзь · c4 белая пешка · d4 белая пешка · c3 белый конь · f3 белый конь · a2 белая пешка · b2 белая пешка · e2 белая пешка · f2 белая пешка · g2 белая пешка · h2 белая пешка · a1 белая ладья · c1 белый слон · e1 белый король · f1 белый слон · h1 белая ладья | a8 чёрная ладья · b8 чёрный конь · c8 чёрный слон · d8 чёрный ферзь · e8 чёрный король · h8 чёрная ладья · a7 чёрная пешка · b7 чёрная пешка · c7 чёрная пешка · e7 чёрная пешка · f7 чёрная пешка · g7 чёрный слон · h7 чёрная пешка · f6 чёрный конь · g6 чёрная пешка · d5 чёрная пешка · a4 белый ферзь · c4 белая пешка · d4 белая пешка · c3 белый конь · f3 белый конь · a2 белая пешка · b2 белая пешка · e2 белая пешка · f2 белая пешка · g2 белая пешка · h2 белая пешка · a1 белая ладья · c1 белый слон · e1 белый король · f1 белый слон · h1 белая ладья | a8 чёрная ладья · b8 чёрный конь · c8 чёрный слон · d8 чёрный ферзь · e8 чёрный король · h8 чёрная ладья · a7 чёрная пешка · b7 чёрная пешка · c7 чёрная пешка · e7 чёрная пешка · f7 чёрная пешка · g7 чёрный слон · h7 чёрная пешка · f6 чёрный конь · g6 чёрная пешка · d5 чёрная пешка · a4 белый ферзь · c4 белая пешка · d4 белая пешка · c3 белый конь · f3 белый конь · a2 белая пешка · b2 белая пешка · e2 белая пешка · f2 белая пешка · g2 белая пешка · h2 белая пешка · a1 белая ладья · c1 белый слон · e1 белый король · f1 белый слон · h1 белая ладья | a8 чёрная ладья · b8 чёрный конь · c8 чёрный слон · d8 чёрный ферзь · e8 чёрный король · h8 чёрная ладья · a7 чёрная пешка · b7 чёрная пешка · c7 чёрная пешка · e7 чёрная пешка · f7 чёрная пешка · g7 чёрный слон · h7 чёрная пешка · f6 чёрный конь · g6 чёрная пешка · d5 чёрная пешка · a4 белый ферзь · c4 белая пешка · d4 белая пешка · c3 белый конь · f3 белый конь · a2 белая пешка · b2 белая пешка · e2 белая пешка · f2 белая пешка · g2 белая пешка · h2 белая пешка · a1 белая ладья · c1 белый слон · e1 белый король · f1 белый слон · h1 белая ладья | a8 чёрная ладья · b8 чёрный конь · c8 чёрный слон · d8 чёрный ферзь · e8 чёрный король · h8 чёрная ладья · a7 чёрная пешка · b7 чёрная пешка · c7 чёрная пешка · e7 чёрная пешка · f7 чёрная пешка · g7 чёрный слон · h7 чёрная пешка · f6 чёрный конь · g6 чёрная пешка · d5 чёрная пешка · a4 белый ферзь · c4 белая пешка · d4 белая пешка · c3 белый конь · f3 белый конь · a2 белая пешка · b2 белая пешка · e2 белая пешка · f2 белая пешка · g2 белая пешка · h2 белая пешка · a1 белая ладья · c1 белый слон · e1 белый король · f1 белый слон · h1 белая ладья | a8 чёрная ладья · b8 чёрный конь · c8 чёрный слон · d8 чёрный ферзь · e8 чёрный король · h8 чёрная ладья · a7 чёрная пешка · b7 чёрная пешка · c7 чёрная пешка · e7 чёрная пешка · f7 чёрная пешка · g7 чёрный слон · h7 чёрная пешка · f6 чёрный конь · g6 чёрная пешка · d5 чёрная пешка · a4 белый ферзь · c4 белая пешка · d4 белая пешка · c3 белый конь · f3 белый конь · a2 белая пешка · b2 белая пешка · e2 белая пешка · f2 белая пешка · g2 белая пешка · h2 белая пешка · a1 белая ладья · c1 белый слон · e1 белый король · f1 белый слон · h1 белая ладья | a8 чёрная ладья · b8 чёрный конь · c8 чёрный слон · d8 чёрный ферзь · e8 чёрный король · h8 чёрная ладья · a7 чёрная пешка · b7 чёрная пешка · c7 чёрная пешка · e7 чёрная пешка · f7 чёрная пешка · g7 чёрный слон · h7 чёрная пешка · f6 чёрный конь · g6 чёрная пешка · d5 чёрная пешка · a4 белый ферзь · c4 белая пешка · d4 белая пешка · c3 белый конь · f3 белый конь · a2 белая пешка · b2 белая пешка · e2 белая пешка · f2 белая пешка · g2 белая пешка · h2 белая пешка · a1 белая ладья · c1 белый слон · e1 белый король · f1 белый слон · h1 белая ладья | a8 чёрная ладья · b8 чёрный конь · c8 чёрный слон · d8 чёрный ферзь · e8 чёрный король · h8 чёрная ладья · a7 чёрная пешка · b7 чёрная пешка · c7 чёрная пешка · e7 чёрная пешка · f7 чёрная пешка · g7 чёрный слон · h7 чёрная пешка · f6 чёрный конь · g6 чёрная пешка · d5 чёрная пешка · a4 белый ферзь · c4 белая пешка · d4 белая пешка · c3 белый конь · f3 белый конь · a2 белая пешка · b2 белая пешка · e2 белая пешка · f2 белая пешка · g2 белая пешка · h2 белая пешка · a1 белая ладья · c1 белый слон · e1 белый король · f1 белый слон · h1 белая ладья | 3 |
| 2 | a8 чёрная ладья · b8 чёрный конь · c8 чёрный слон · d8 чёрный ферзь · e8 чёрный король · h8 чёрная ладья · a7 чёрная пешка · b7 чёрная пешка · c7 чёрная пешка · e7 чёрная пешка · f7 чёрная пешка · g7 чёрный слон · h7 чёрная пешка · f6 чёрный конь · g6 чёрная пешка · d5 чёрная пешка · a4 белый ферзь · c4 белая пешка · d4 белая пешка · c3 белый конь · f3 белый конь · a2 белая пешка · b2 белая пешка · e2 белая пешка · f2 белая пешка · g2 белая пешка · h2 белая пешка · a1 белая ладья · c1 белый слон · e1 белый король · f1 белый слон · h1 белая ладья | a8 чёрная ладья · b8 чёрный конь · c8 чёрный слон · d8 чёрный ферзь · e8 чёрный король · h8 чёрная ладья · a7 чёрная пешка · b7 чёрная пешка · c7 чёрная пешка · e7 чёрная пешка · f7 чёрная пешка · g7 чёрный слон · h7 чёрная пешка · f6 чёрный конь · g6 чёрная пешка · d5 чёрная пешка · a4 белый ферзь · c4 белая пешка · d4 белая пешка · c3 белый конь · f3 белый конь · a2 белая пешка · b2 белая пешка · e2 белая пешка · f2 белая пешка · g2 белая пешка · h2 белая пешка · a1 белая ладья · c1 белый слон · e1 белый король · f1 белый слон · h1 белая ладья | a8 чёрная ладья · b8 чёрный конь · c8 чёрный слон · d8 чёрный ферзь · e8 чёрный король · h8 чёрная ладья · a7 чёрная пешка · b7 чёрная пешка · c7 чёрная пешка · e7 чёрная пешка · f7 чёрная пешка · g7 чёрный слон · h7 чёрная пешка · f6 чёрный конь · g6 чёрная пешка · d5 чёрная пешка · a4 белый ферзь · c4 белая пешка · d4 белая пешка · c3 белый конь · f3 белый конь · a2 белая пешка · b2 белая пешка · e2 белая пешка · f2 белая пешка · g2 белая пешка · h2 белая пешка · a1 белая ладья · c1 белый слон · e1 белый король · f1 белый слон · h1 белая ладья | a8 чёрная ладья · b8 чёрный конь · c8 чёрный слон · d8 чёрный ферзь · e8 чёрный король · h8 чёрная ладья · a7 чёрная пешка · b7 чёрная пешка · c7 чёрная пешка · e7 чёрная пешка · f7 чёрная пешка · g7 чёрный слон · h7 чёрная пешка · f6 чёрный конь · g6 чёрная пешка · d5 чёрная пешка · a4 белый ферзь · c4 белая пешка · d4 белая пешка · c3 белый конь · f3 белый конь · a2 белая пешка · b2 белая пешка · e2 белая пешка · f2 белая пешка · g2 белая пешка · h2 белая пешка · a1 белая ладья · c1 белый слон · e1 белый король · f1 белый слон · h1 белая ладья | a8 чёрная ладья · b8 чёрный конь · c8 чёрный слон · d8 чёрный ферзь · e8 чёрный король · h8 чёрная ладья · a7 чёрная пешка · b7 чёрная пешка · c7 чёрная пешка · e7 чёрная пешка · f7 чёрная пешка · g7 чёрный слон · h7 чёрная пешка · f6 чёрный конь · g6 чёрная пешка · d5 чёрная пешка · a4 белый ферзь · c4 белая пешка · d4 белая пешка · c3 белый конь · f3 белый конь · a2 белая пешка · b2 белая пешка · e2 белая пешка · f2 белая пешка · g2 белая пешка · h2 белая пешка · a1 белая ладья · c1 белый слон · e1 белый король · f1 белый слон · h1 белая ладья | a8 чёрная ладья · b8 чёрный конь · c8 чёрный слон · d8 чёрный ферзь · e8 чёрный король · h8 чёрная ладья · a7 чёрная пешка · b7 чёрная пешка · c7 чёрная пешка · e7 чёрная пешка · f7 чёрная пешка · g7 чёрный слон · h7 чёрная пешка · f6 чёрный конь · g6 чёрная пешка · d5 чёрная пешка · a4 белый ферзь · c4 белая пешка · d4 белая пешка · c3 белый конь · f3 белый конь · a2 белая пешка · b2 белая пешка · e2 белая пешка · f2 белая пешка · g2 белая пешка · h2 белая пешка · a1 белая ладья · c1 белый слон · e1 белый король · f1 белый слон · h1 белая ладья | a8 чёрная ладья · b8 чёрный конь · c8 чёрный слон · d8 чёрный ферзь · e8 чёрный король · h8 чёрная ладья · a7 чёрная пешка · b7 чёрная пешка · c7 чёрная пешка · e7 чёрная пешка · f7 чёрная пешка · g7 чёрный слон · h7 чёрная пешка · f6 чёрный конь · g6 чёрная пешка · d5 чёрная пешка · a4 белый ферзь · c4 белая пешка · d4 белая пешка · c3 белый конь · f3 белый конь · a2 белая пешка · b2 белая пешка · e2 белая пешка · f2 белая пешка · g2 белая пешка · h2 белая пешка · a1 белая ладья · c1 белый слон · e1 белый король · f1 белый слон · h1 белая ладья | a8 чёрная ладья · b8 чёрный конь · c8 чёрный слон · d8 чёрный ферзь · e8 чёрный король · h8 чёрная ладья · a7 чёрная пешка · b7 чёрная пешка · c7 чёрная пешка · e7 чёрная пешка · f7 чёрная пешка · g7 чёрный слон · h7 чёрная пешка · f6 чёрный конь · g6 чёрная пешка · d5 чёрная пешка · a4 белый ферзь · c4 белая пешка · d4 белая пешка · c3 белый конь · f3 белый конь · a2 белая пешка · b2 белая пешка · e2 белая пешка · f2 белая пешка · g2 белая пешка · h2 белая пешка · a1 белая ладья · c1 белый слон · e1 белый король · f1 белый слон · h1 белая ладья | 2 |
| 1 | a8 чёрная ладья · b8 чёрный конь · c8 чёрный слон · d8 чёрный ферзь · e8 чёрный король · h8 чёрная ладья · a7 чёрная пешка · b7 чёрная пешка · c7 чёрная пешка · e7 чёрная пешка · f7 чёрная пешка · g7 чёрный слон · h7 чёрная пешка · f6 чёрный конь · g6 чёрная пешка · d5 чёрная пешка · a4 белый ферзь · c4 белая пешка · d4 белая пешка · c3 белый конь · f3 белый конь · a2 белая пешка · b2 белая пешка · e2 белая пешка · f2 белая пешка · g2 белая пешка · h2 белая пешка · a1 белая ладья · c1 белый слон · e1 белый король · f1 белый слон · h1 белая ладья | a8 чёрная ладья · b8 чёрный конь · c8 чёрный слон · d8 чёрный ферзь · e8 чёрный король · h8 чёрная ладья · a7 чёрная пешка · b7 чёрная пешка · c7 чёрная пешка · e7 чёрная пешка · f7 чёрная пешка · g7 чёрный слон · h7 чёрная пешка · f6 чёрный конь · g6 чёрная пешка · d5 чёрная пешка · a4 белый ферзь · c4 белая пешка · d4 белая пешка · c3 белый конь · f3 белый конь · a2 белая пешка · b2 белая пешка · e2 белая пешка · f2 белая пешка · g2 белая пешка · h2 белая пешка · a1 белая ладья · c1 белый слон · e1 белый король · f1 белый слон · h1 белая ладья | a8 чёрная ладья · b8 чёрный конь · c8 чёрный слон · d8 чёрный ферзь · e8 чёрный король · h8 чёрная ладья · a7 чёрная пешка · b7 чёрная пешка · c7 чёрная пешка · e7 чёрная пешка · f7 чёрная пешка · g7 чёрный слон · h7 чёрная пешка · f6 чёрный конь · g6 чёрная пешка · d5 чёрная пешка · a4 белый ферзь · c4 белая пешка · d4 белая пешка · c3 белый конь · f3 белый конь · a2 белая пешка · b2 белая пешка · e2 белая пешка · f2 белая пешка · g2 белая пешка · h2 белая пешка · a1 белая ладья · c1 белый слон · e1 белый король · f1 белый слон · h1 белая ладья | a8 чёрная ладья · b8 чёрный конь · c8 чёрный слон · d8 чёрный ферзь · e8 чёрный король · h8 чёрная ладья · a7 чёрная пешка · b7 чёрная пешка · c7 чёрная пешка · e7 чёрная пешка · f7 чёрная пешка · g7 чёрный слон · h7 чёрная пешка · f6 чёрный конь · g6 чёрная пешка · d5 чёрная пешка · a4 белый ферзь · c4 белая пешка · d4 белая пешка · c3 белый конь · f3 белый конь · a2 белая пешка · b2 белая пешка · e2 белая пешка · f2 белая пешка · g2 белая пешка · h2 белая пешка · a1 белая ладья · c1 белый слон · e1 белый король · f1 белый слон · h1 белая ладья | a8 чёрная ладья · b8 чёрный конь · c8 чёрный слон · d8 чёрный ферзь · e8 чёрный король · h8 чёрная ладья · a7 чёрная пешка · b7 чёрная пешка · c7 чёрная пешка · e7 чёрная пешка · f7 чёрная пешка · g7 чёрный слон · h7 чёрная пешка · f6 чёрный конь · g6 чёрная пешка · d5 чёрная пешка · a4 белый ферзь · c4 белая пешка · d4 белая пешка · c3 белый конь · f3 белый конь · a2 белая пешка · b2 белая пешка · e2 белая пешка · f2 белая пешка · g2 белая пешка · h2 белая пешка · a1 белая ладья · c1 белый слон · e1 белый король · f1 белый слон · h1 белая ладья | a8 чёрная ладья · b8 чёрный конь · c8 чёрный слон · d8 чёрный ферзь · e8 чёрный король · h8 чёрная ладья · a7 чёрная пешка · b7 чёрная пешка · c7 чёрная пешка · e7 чёрная пешка · f7 чёрная пешка · g7 чёрный слон · h7 чёрная пешка · f6 чёрный конь · g6 чёрная пешка · d5 чёрная пешка · a4 белый ферзь · c4 белая пешка · d4 белая пешка · c3 белый конь · f3 белый конь · a2 белая пешка · b2 белая пешка · e2 белая пешка · f2 белая пешка · g2 белая пешка · h2 белая пешка · a1 белая ладья · c1 белый слон · e1 белый король · f1 белый слон · h1 белая ладья | a8 чёрная ладья · b8 чёрный конь · c8 чёрный слон · d8 чёрный ферзь · e8 чёрный король · h8 чёрная ладья · a7 чёрная пешка · b7 чёрная пешка · c7 чёрная пешка · e7 чёрная пешка · f7 чёрная пешка · g7 чёрный слон · h7 чёрная пешка · f6 чёрный конь · g6 чёрная пешка · d5 чёрная пешка · a4 белый ферзь · c4 белая пешка · d4 белая пешка · c3 белый конь · f3 белый конь · a2 белая пешка · b2 белая пешка · e2 белая пешка · f2 белая пешка · g2 белая пешка · h2 белая пешка · a1 белая ладья · c1 белый слон · e1 белый король · f1 белый слон · h1 белая ладья | a8 чёрная ладья · b8 чёрный конь · c8 чёрный слон · d8 чёрный ферзь · e8 чёрный король · h8 чёрная ладья · a7 чёрная пешка · b7 чёрная пешка · c7 чёрная пешка · e7 чёрная пешка · f7 чёрная пешка · g7 чёрный слон · h7 чёрная пешка · f6 чёрный конь · g6 чёрная пешка · d5 чёрная пешка · a4 белый ферзь · c4 белая пешка · d4 белая пешка · c3 белый конь · f3 белый конь · a2 белая пешка · b2 белая пешка · e2 белая пешка · f2 белая пешка · g2 белая пешка · h2 белая пешка · a1 белая ладья · c1 белый слон · e1 белый король · f1 белый слон · h1 белая ладья | 1 |
|   | a | b | c | d | e | f | g | h |   |

|   | a | b | c | d | e | f | g | h |   |
| - | --- | --- | --- | --- | --- | --- | --- | --- | - |
| 8 | a8 чёрная ладья · c8 чёрный слон · e8 чёрный король · f8 чёрный слон · g8 чёрный конь · h8 чёрная ладья · a7 чёрная пешка · b7 чёрная пешка · c7 чёрный ферзь · d7 чёрная пешка · e7 чёрная пешка · f7 чёрная пешка · g7 чёрная пешка · h7 чёрная пешка · c6 чёрный конь · d4 белый конь · e4 белая пешка · a2 белая пешка · b2 белая пешка · c2 белая пешка · f2 белая пешка · g2 белая пешка · h2 белая пешка · a1 белая ладья · b1 белый конь · c1 белый слон · d1 белый ферзь · e1 белый король · f1 белый слон · h1 белая ладья | a8 чёрная ладья · c8 чёрный слон · e8 чёрный король · f8 чёрный слон · g8 чёрный конь · h8 чёрная ладья · a7 чёрная пешка · b7 чёрная пешка · c7 чёрный ферзь · d7 чёрная пешка · e7 чёрная пешка · f7 чёрная пешка · g7 чёрная пешка · h7 чёрная пешка · c6 чёрный конь · d4 белый конь · e4 белая пешка · a2 белая пешка · b2 белая пешка · c2 белая пешка · f2 белая пешка · g2 белая пешка · h2 белая пешка · a1 белая ладья · b1 белый конь · c1 белый слон · d1 белый ферзь · e1 белый король · f1 белый слон · h1 белая ладья | a8 чёрная ладья · c8 чёрный слон · e8 чёрный король · f8 чёрный слон · g8 чёрный конь · h8 чёрная ладья · a7 чёрная пешка · b7 чёрная пешка · c7 чёрный ферзь · d7 чёрная пешка · e7 чёрная пешка · f7 чёрная пешка · g7 чёрная пешка · h7 чёрная пешка · c6 чёрный конь · d4 белый конь · e4 белая пешка · a2 белая пешка · b2 белая пешка · c2 белая пешка · f2 белая пешка · g2 белая пешка · h2 белая пешка · a1 белая ладья · b1 белый конь · c1 белый слон · d1 белый ферзь · e1 белый король · f1 белый слон · h1 белая ладья | a8 чёрная ладья · c8 чёрный слон · e8 чёрный король · f8 чёрный слон · g8 чёрный конь · h8 чёрная ладья · a7 чёрная пешка · b7 чёрная пешка · c7 чёрный ферзь · d7 чёрная пешка · e7 чёрная пешка · f7 чёрная пешка · g7 чёрная пешка · h7 чёрная пешка · c6 чёрный конь · d4 белый конь · e4 белая пешка · a2 белая пешка · b2 белая пешка · c2 белая пешка · f2 белая пешка · g2 белая пешка · h2 белая пешка · a1 белая ладья · b1 белый конь · c1 белый слон · d1 белый ферзь · e1 белый король · f1 белый слон · h1 белая ладья | a8 чёрная ладья · c8 чёрный слон · e8 чёрный король · f8 чёрный слон · g8 чёрный конь · h8 чёрная ладья · a7 чёрная пешка · b7 чёрная пешка · c7 чёрный ферзь · d7 чёрная пешка · e7 чёрная пешка · f7 чёрная пешка · g7 чёрная пешка · h7 чёрная пешка · c6 чёрный конь · d4 белый конь · e4 белая пешка · a2 белая пешка · b2 белая пешка · c2 белая пешка · f2 белая пешка · g2 белая пешка · h2 белая пешка · a1 белая ладья · b1 белый конь · c1 белый слон · d1 белый ферзь · e1 белый король · f1 белый слон · h1 белая ладья | a8 чёрная ладья · c8 чёрный слон · e8 чёрный король · f8 чёрный слон · g8 чёрный конь · h8 чёрная ладья · a7 чёрная пешка · b7 чёрная пешка · c7 чёрный ферзь · d7 чёрная пешка · e7 чёрная пешка · f7 чёрная пешка · g7 чёрная пешка · h7 чёрная пешка · c6 чёрный конь · d4 белый конь · e4 белая пешка · a2 белая пешка · b2 белая пешка · c2 белая пешка · f2 белая пешка · g2 белая пешка · h2 белая пешка · a1 белая ладья · b1 белый конь · c1 белый слон · d1 белый ферзь · e1 белый король · f1 белый слон · h1 белая ладья | a8 чёрная ладья · c8 чёрный слон · e8 чёрный король · f8 чёрный слон · g8 чёрный конь · h8 чёрная ладья · a7 чёрная пешка · b7 чёрная пешка · c7 чёрный ферзь · d7 чёрная пешка · e7 чёрная пешка · f7 чёрная пешка · g7 чёрная пешка · h7 чёрная пешка · c6 чёрный конь · d4 белый конь · e4 белая пешка · a2 белая пешка · b2 белая пешка · c2 белая пешка · f2 белая пешка · g2 белая пешка · h2 белая пешка · a1 белая ладья · b1 белый конь · c1 белый слон · d1 белый ферзь · e1 белый король · f1 белый слон · h1 белая ладья | a8 чёрная ладья · c8 чёрный слон · e8 чёрный король · f8 чёрный слон · g8 чёрный конь · h8 чёрная ладья · a7 чёрная пешка · b7 чёрная пешка · c7 чёрный ферзь · d7 чёрная пешка · e7 чёрная пешка · f7 чёрная пешка · g7 чёрная пешка · h7 чёрная пешка · c6 чёрный конь · d4 белый конь · e4 белая пешка · a2 белая пешка · b2 белая пешка · c2 белая пешка · f2 белая пешка · g2 белая пешка · h2 белая пешка · a1 белая ладья · b1 белый конь · c1 белый слон · d1 белый ферзь · e1 белый король · f1 белый слон · h1 белая ладья | 8 |
| 7 | a8 чёрная ладья · c8 чёрный слон · e8 чёрный король · f8 чёрный слон · g8 чёрный конь · h8 чёрная ладья · a7 чёрная пешка · b7 чёрная пешка · c7 чёрный ферзь · d7 чёрная пешка · e7 чёрная пешка · f7 чёрная пешка · g7 чёрная пешка · h7 чёрная пешка · c6 чёрный конь · d4 белый конь · e4 белая пешка · a2 белая пешка · b2 белая пешка · c2 белая пешка · f2 белая пешка · g2 белая пешка · h2 белая пешка · a1 белая ладья · b1 белый конь · c1 белый слон · d1 белый ферзь · e1 белый король · f1 белый слон · h1 белая ладья | a8 чёрная ладья · c8 чёрный слон · e8 чёрный король · f8 чёрный слон · g8 чёрный конь · h8 чёрная ладья · a7 чёрная пешка · b7 чёрная пешка · c7 чёрный ферзь · d7 чёрная пешка · e7 чёрная пешка · f7 чёрная пешка · g7 чёрная пешка · h7 чёрная пешка · c6 чёрный конь · d4 белый конь · e4 белая пешка · a2 белая пешка · b2 белая пешка · c2 белая пешка · f2 белая пешка · g2 белая пешка · h2 белая пешка · a1 белая ладья · b1 белый конь · c1 белый слон · d1 белый ферзь · e1 белый король · f1 белый слон · h1 белая ладья | a8 чёрная ладья · c8 чёрный слон · e8 чёрный король · f8 чёрный слон · g8 чёрный конь · h8 чёрная ладья · a7 чёрная пешка · b7 чёрная пешка · c7 чёрный ферзь · d7 чёрная пешка · e7 чёрная пешка · f7 чёрная пешка · g7 чёрная пешка · h7 чёрная пешка · c6 чёрный конь · d4 белый конь · e4 белая пешка · a2 белая пешка · b2 белая пешка · c2 белая пешка · f2 белая пешка · g2 белая пешка · h2 белая пешка · a1 белая ладья · b1 белый конь · c1 белый слон · d1 белый ферзь · e1 белый король · f1 белый слон · h1 белая ладья | a8 чёрная ладья · c8 чёрный слон · e8 чёрный король · f8 чёрный слон · g8 чёрный конь · h8 чёрная ладья · a7 чёрная пешка · b7 чёрная пешка · c7 чёрный ферзь · d7 чёрная пешка · e7 чёрная пешка · f7 чёрная пешка · g7 чёрная пешка · h7 чёрная пешка · c6 чёрный конь · d4 белый конь · e4 белая пешка · a2 белая пешка · b2 белая пешка · c2 белая пешка · f2 белая пешка · g2 белая пешка · h2 белая пешка · a1 белая ладья · b1 белый конь · c1 белый слон · d1 белый ферзь · e1 белый король · f1 белый слон · h1 белая ладья | a8 чёрная ладья · c8 чёрный слон · e8 чёрный король · f8 чёрный слон · g8 чёрный конь · h8 чёрная ладья · a7 чёрная пешка · b7 чёрная пешка · c7 чёрный ферзь · d7 чёрная пешка · e7 чёрная пешка · f7 чёрная пешка · g7 чёрная пешка · h7 чёрная пешка · c6 чёрный конь · d4 белый конь · e4 белая пешка · a2 белая пешка · b2 белая пешка · c2 белая пешка · f2 белая пешка · g2 белая пешка · h2 белая пешка · a1 белая ладья · b1 белый конь · c1 белый слон · d1 белый ферзь · e1 белый король · f1 белый слон · h1 белая ладья | a8 чёрная ладья · c8 чёрный слон · e8 чёрный король · f8 чёрный слон · g8 чёрный конь · h8 чёрная ладья · a7 чёрная пешка · b7 чёрная пешка · c7 чёрный ферзь · d7 чёрная пешка · e7 чёрная пешка · f7 чёрная пешка · g7 чёрная пешка · h7 чёрная пешка · c6 чёрный конь · d4 белый конь · e4 белая пешка · a2 белая пешка · b2 белая пешка · c2 белая пешка · f2 белая пешка · g2 белая пешка · h2 белая пешка · a1 белая ладья · b1 белый конь · c1 белый слон · d1 белый ферзь · e1 белый король · f1 белый слон · h1 белая ладья | a8 чёрная ладья · c8 чёрный слон · e8 чёрный король · f8 чёрный слон · g8 чёрный конь · h8 чёрная ладья · a7 чёрная пешка · b7 чёрная пешка · c7 чёрный ферзь · d7 чёрная пешка · e7 чёрная пешка · f7 чёрная пешка · g7 чёрная пешка · h7 чёрная пешка · c6 чёрный конь · d4 белый конь · e4 белая пешка · a2 белая пешка · b2 белая пешка · c2 белая пешка · f2 белая пешка · g2 белая пешка · h2 белая пешка · a1 белая ладья · b1 белый конь · c1 белый слон · d1 белый ферзь · e1 белый король · f1 белый слон · h1 белая ладья | a8 чёрная ладья · c8 чёрный слон · e8 чёрный король · f8 чёрный слон · g8 чёрный конь · h8 чёрная ладья · a7 чёрная пешка · b7 чёрная пешка · c7 чёрный ферзь · d7 чёрная пешка · e7 чёрная пешка · f7 чёрная пешка · g7 чёрная пешка · h7 чёрная пешка · c6 чёрный конь · d4 белый конь · e4 белая пешка · a2 белая пешка · b2 белая пешка · c2 белая пешка · f2 белая пешка · g2 белая пешка · h2 белая пешка · a1 белая ладья · b1 белый конь · c1 белый слон · d1 белый ферзь · e1 белый король · f1 белый слон · h1 белая ладья | 7 |
| 6 | a8 чёрная ладья · c8 чёрный слон · e8 чёрный король · f8 чёрный слон · g8 чёрный конь · h8 чёрная ладья · a7 чёрная пешка · b7 чёрная пешка · c7 чёрный ферзь · d7 чёрная пешка · e7 чёрная пешка · f7 чёрная пешка · g7 чёрная пешка · h7 чёрная пешка · c6 чёрный конь · d4 белый конь · e4 белая пешка · a2 белая пешка · b2 белая пешка · c2 белая пешка · f2 белая пешка · g2 белая пешка · h2 белая пешка · a1 белая ладья · b1 белый конь · c1 белый слон · d1 белый ферзь · e1 белый король · f1 белый слон · h1 белая ладья | a8 чёрная ладья · c8 чёрный слон · e8 чёрный король · f8 чёрный слон · g8 чёрный конь · h8 чёрная ладья · a7 чёрная пешка · b7 чёрная пешка · c7 чёрный ферзь · d7 чёрная пешка · e7 чёрная пешка · f7 чёрная пешка · g7 чёрная пешка · h7 чёрная пешка · c6 чёрный конь · d4 белый конь · e4 белая пешка · a2 белая пешка · b2 белая пешка · c2 белая пешка · f2 белая пешка · g2 белая пешка · h2 белая пешка · a1 белая ладья · b1 белый конь · c1 белый слон · d1 белый ферзь · e1 белый король · f1 белый слон · h1 белая ладья | a8 чёрная ладья · c8 чёрный слон · e8 чёрный король · f8 чёрный слон · g8 чёрный конь · h8 чёрная ладья · a7 чёрная пешка · b7 чёрная пешка · c7 чёрный ферзь · d7 чёрная пешка · e7 чёрная пешка · f7 чёрная пешка · g7 чёрная пешка · h7 чёрная пешка · c6 чёрный конь · d4 белый конь · e4 белая пешка · a2 белая пешка · b2 белая пешка · c2 белая пешка · f2 белая пешка · g2 белая пешка · h2 белая пешка · a1 белая ладья · b1 белый конь · c1 белый слон · d1 белый ферзь · e1 белый король · f1 белый слон · h1 белая ладья | a8 чёрная ладья · c8 чёрный слон · e8 чёрный король · f8 чёрный слон · g8 чёрный конь · h8 чёрная ладья · a7 чёрная пешка · b7 чёрная пешка · c7 чёрный ферзь · d7 чёрная пешка · e7 чёрная пешка · f7 чёрная пешка · g7 чёрная пешка · h7 чёрная пешка · c6 чёрный конь · d4 белый конь · e4 белая пешка · a2 белая пешка · b2 белая пешка · c2 белая пешка · f2 белая пешка · g2 белая пешка · h2 белая пешка · a1 белая ладья · b1 белый конь · c1 белый слон · d1 белый ферзь · e1 белый король · f1 белый слон · h1 белая ладья | a8 чёрная ладья · c8 чёрный слон · e8 чёрный король · f8 чёрный слон · g8 чёрный конь · h8 чёрная ладья · a7 чёрная пешка · b7 чёрная пешка · c7 чёрный ферзь · d7 чёрная пешка · e7 чёрная пешка · f7 чёрная пешка · g7 чёрная пешка · h7 чёрная пешка · c6 чёрный конь · d4 белый конь · e4 белая пешка · a2 белая пешка · b2 белая пешка · c2 белая пешка · f2 белая пешка · g2 белая пешка · h2 белая пешка · a1 белая ладья · b1 белый конь · c1 белый слон · d1 белый ферзь · e1 белый король · f1 белый слон · h1 белая ладья | a8 чёрная ладья · c8 чёрный слон · e8 чёрный король · f8 чёрный слон · g8 чёрный конь · h8 чёрная ладья · a7 чёрная пешка · b7 чёрная пешка · c7 чёрный ферзь · d7 чёрная пешка · e7 чёрная пешка · f7 чёрная пешка · g7 чёрная пешка · h7 чёрная пешка · c6 чёрный конь · d4 белый конь · e4 белая пешка · a2 белая пешка · b2 белая пешка · c2 белая пешка · f2 белая пешка · g2 белая пешка · h2 белая пешка · a1 белая ладья · b1 белый конь · c1 белый слон · d1 белый ферзь · e1 белый король · f1 белый слон · h1 белая ладья | a8 чёрная ладья · c8 чёрный слон · e8 чёрный король · f8 чёрный слон · g8 чёрный конь · h8 чёрная ладья · a7 чёрная пешка · b7 чёрная пешка · c7 чёрный ферзь · d7 чёрная пешка · e7 чёрная пешка · f7 чёрная пешка · g7 чёрная пешка · h7 чёрная пешка · c6 чёрный конь · d4 белый конь · e4 белая пешка · a2 белая пешка · b2 белая пешка · c2 белая пешка · f2 белая пешка · g2 белая пешка · h2 белая пешка · a1 белая ладья · b1 белый конь · c1 белый слон · d1 белый ферзь · e1 белый король · f1 белый слон · h1 белая ладья | a8 чёрная ладья · c8 чёрный слон · e8 чёрный король · f8 чёрный слон · g8 чёрный конь · h8 чёрная ладья · a7 чёрная пешка · b7 чёрная пешка · c7 чёрный ферзь · d7 чёрная пешка · e7 чёрная пешка · f7 чёрная пешка · g7 чёрная пешка · h7 чёрная пешка · c6 чёрный конь · d4 белый конь · e4 белая пешка · a2 белая пешка · b2 белая пешка · c2 белая пешка · f2 белая пешка · g2 белая пешка · h2 белая пешка · a1 белая ладья · b1 белый конь · c1 белый слон · d1 белый ферзь · e1 белый король · f1 белый слон · h1 белая ладья | 6 |
| 5 | a8 чёрная ладья · c8 чёрный слон · e8 чёрный король · f8 чёрный слон · g8 чёрный конь · h8 чёрная ладья · a7 чёрная пешка · b7 чёрная пешка · c7 чёрный ферзь · d7 чёрная пешка · e7 чёрная пешка · f7 чёрная пешка · g7 чёрная пешка · h7 чёрная пешка · c6 чёрный конь · d4 белый конь · e4 белая пешка · a2 белая пешка · b2 белая пешка · c2 белая пешка · f2 белая пешка · g2 белая пешка · h2 белая пешка · a1 белая ладья · b1 белый конь · c1 белый слон · d1 белый ферзь · e1 белый король · f1 белый слон · h1 белая ладья | a8 чёрная ладья · c8 чёрный слон · e8 чёрный король · f8 чёрный слон · g8 чёрный конь · h8 чёрная ладья · a7 чёрная пешка · b7 чёрная пешка · c7 чёрный ферзь · d7 чёрная пешка · e7 чёрная пешка · f7 чёрная пешка · g7 чёрная пешка · h7 чёрная пешка · c6 чёрный конь · d4 белый конь · e4 белая пешка · a2 белая пешка · b2 белая пешка · c2 белая пешка · f2 белая пешка · g2 белая пешка · h2 белая пешка · a1 белая ладья · b1 белый конь · c1 белый слон · d1 белый ферзь · e1 белый король · f1 белый слон · h1 белая ладья | a8 чёрная ладья · c8 чёрный слон · e8 чёрный король · f8 чёрный слон · g8 чёрный конь · h8 чёрная ладья · a7 чёрная пешка · b7 чёрная пешка · c7 чёрный ферзь · d7 чёрная пешка · e7 чёрная пешка · f7 чёрная пешка · g7 чёрная пешка · h7 чёрная пешка · c6 чёрный конь · d4 белый конь · e4 белая пешка · a2 белая пешка · b2 белая пешка · c2 белая пешка · f2 белая пешка · g2 белая пешка · h2 белая пешка · a1 белая ладья · b1 белый конь · c1 белый слон · d1 белый ферзь · e1 белый король · f1 белый слон · h1 белая ладья | a8 чёрная ладья · c8 чёрный слон · e8 чёрный король · f8 чёрный слон · g8 чёрный конь · h8 чёрная ладья · a7 чёрная пешка · b7 чёрная пешка · c7 чёрный ферзь · d7 чёрная пешка · e7 чёрная пешка · f7 чёрная пешка · g7 чёрная пешка · h7 чёрная пешка · c6 чёрный конь · d4 белый конь · e4 белая пешка · a2 белая пешка · b2 белая пешка · c2 белая пешка · f2 белая пешка · g2 белая пешка · h2 белая пешка · a1 белая ладья · b1 белый конь · c1 белый слон · d1 белый ферзь · e1 белый король · f1 белый слон · h1 белая ладья | a8 чёрная ладья · c8 чёрный слон · e8 чёрный король · f8 чёрный слон · g8 чёрный конь · h8 чёрная ладья · a7 чёрная пешка · b7 чёрная пешка · c7 чёрный ферзь · d7 чёрная пешка · e7 чёрная пешка · f7 чёрная пешка · g7 чёрная пешка · h7 чёрная пешка · c6 чёрный конь · d4 белый конь · e4 белая пешка · a2 белая пешка · b2 белая пешка · c2 белая пешка · f2 белая пешка · g2 белая пешка · h2 белая пешка · a1 белая ладья · b1 белый конь · c1 белый слон · d1 белый ферзь · e1 белый король · f1 белый слон · h1 белая ладья | a8 чёрная ладья · c8 чёрный слон · e8 чёрный король · f8 чёрный слон · g8 чёрный конь · h8 чёрная ладья · a7 чёрная пешка · b7 чёрная пешка · c7 чёрный ферзь · d7 чёрная пешка · e7 чёрная пешка · f7 чёрная пешка · g7 чёрная пешка · h7 чёрная пешка · c6 чёрный конь · d4 белый конь · e4 белая пешка · a2 белая пешка · b2 белая пешка · c2 белая пешка · f2 белая пешка · g2 белая пешка · h2 белая пешка · a1 белая ладья · b1 белый конь · c1 белый слон · d1 белый ферзь · e1 белый король · f1 белый слон · h1 белая ладья | a8 чёрная ладья · c8 чёрный слон · e8 чёрный король · f8 чёрный слон · g8 чёрный конь · h8 чёрная ладья · a7 чёрная пешка · b7 чёрная пешка · c7 чёрный ферзь · d7 чёрная пешка · e7 чёрная пешка · f7 чёрная пешка · g7 чёрная пешка · h7 чёрная пешка · c6 чёрный конь · d4 белый конь · e4 белая пешка · a2 белая пешка · b2 белая пешка · c2 белая пешка · f2 белая пешка · g2 белая пешка · h2 белая пешка · a1 белая ладья · b1 белый конь · c1 белый слон · d1 белый ферзь · e1 белый король · f1 белый слон · h1 белая ладья | a8 чёрная ладья · c8 чёрный слон · e8 чёрный король · f8 чёрный слон · g8 чёрный конь · h8 чёрная ладья · a7 чёрная пешка · b7 чёрная пешка · c7 чёрный ферзь · d7 чёрная пешка · e7 чёрная пешка · f7 чёрная пешка · g7 чёрная пешка · h7 чёрная пешка · c6 чёрный конь · d4 белый конь · e4 белая пешка · a2 белая пешка · b2 белая пешка · c2 белая пешка · f2 белая пешка · g2 белая пешка · h2 белая пешка · a1 белая ладья · b1 белый конь · c1 белый слон · d1 белый ферзь · e1 белый король · f1 белый слон · h1 белая ладья | 5 |
| 4 | a8 чёрная ладья · c8 чёрный слон · e8 чёрный король · f8 чёрный слон · g8 чёрный конь · h8 чёрная ладья · a7 чёрная пешка · b7 чёрная пешка · c7 чёрный ферзь · d7 чёрная пешка · e7 чёрная пешка · f7 чёрная пешка · g7 чёрная пешка · h7 чёрная пешка · c6 чёрный конь · d4 белый конь · e4 белая пешка · a2 белая пешка · b2 белая пешка · c2 белая пешка · f2 белая пешка · g2 белая пешка · h2 белая пешка · a1 белая ладья · b1 белый конь · c1 белый слон · d1 белый ферзь · e1 белый король · f1 белый слон · h1 белая ладья | a8 чёрная ладья · c8 чёрный слон · e8 чёрный король · f8 чёрный слон · g8 чёрный конь · h8 чёрная ладья · a7 чёрная пешка · b7 чёрная пешка · c7 чёрный ферзь · d7 чёрная пешка · e7 чёрная пешка · f7 чёрная пешка · g7 чёрная пешка · h7 чёрная пешка · c6 чёрный конь · d4 белый конь · e4 белая пешка · a2 белая пешка · b2 белая пешка · c2 белая пешка · f2 белая пешка · g2 белая пешка · h2 белая пешка · a1 белая ладья · b1 белый конь · c1 белый слон · d1 белый ферзь · e1 белый король · f1 белый слон · h1 белая ладья | a8 чёрная ладья · c8 чёрный слон · e8 чёрный король · f8 чёрный слон · g8 чёрный конь · h8 чёрная ладья · a7 чёрная пешка · b7 чёрная пешка · c7 чёрный ферзь · d7 чёрная пешка · e7 чёрная пешка · f7 чёрная пешка · g7 чёрная пешка · h7 чёрная пешка · c6 чёрный конь · d4 белый конь · e4 белая пешка · a2 белая пешка · b2 белая пешка · c2 белая пешка · f2 белая пешка · g2 белая пешка · h2 белая пешка · a1 белая ладья · b1 белый конь · c1 белый слон · d1 белый ферзь · e1 белый король · f1 белый слон · h1 белая ладья | a8 чёрная ладья · c8 чёрный слон · e8 чёрный король · f8 чёрный слон · g8 чёрный конь · h8 чёрная ладья · a7 чёрная пешка · b7 чёрная пешка · c7 чёрный ферзь · d7 чёрная пешка · e7 чёрная пешка · f7 чёрная пешка · g7 чёрная пешка · h7 чёрная пешка · c6 чёрный конь · d4 белый конь · e4 белая пешка · a2 белая пешка · b2 белая пешка · c2 белая пешка · f2 белая пешка · g2 белая пешка · h2 белая пешка · a1 белая ладья · b1 белый конь · c1 белый слон · d1 белый ферзь · e1 белый король · f1 белый слон · h1 белая ладья | a8 чёрная ладья · c8 чёрный слон · e8 чёрный король · f8 чёрный слон · g8 чёрный конь · h8 чёрная ладья · a7 чёрная пешка · b7 чёрная пешка · c7 чёрный ферзь · d7 чёрная пешка · e7 чёрная пешка · f7 чёрная пешка · g7 чёрная пешка · h7 чёрная пешка · c6 чёрный конь · d4 белый конь · e4 белая пешка · a2 белая пешка · b2 белая пешка · c2 белая пешка · f2 белая пешка · g2 белая пешка · h2 белая пешка · a1 белая ладья · b1 белый конь · c1 белый слон · d1 белый ферзь · e1 белый король · f1 белый слон · h1 белая ладья | a8 чёрная ладья · c8 чёрный слон · e8 чёрный король · f8 чёрный слон · g8 чёрный конь · h8 чёрная ладья · a7 чёрная пешка · b7 чёрная пешка · c7 чёрный ферзь · d7 чёрная пешка · e7 чёрная пешка · f7 чёрная пешка · g7 чёрная пешка · h7 чёрная пешка · c6 чёрный конь · d4 белый конь · e4 белая пешка · a2 белая пешка · b2 белая пешка · c2 белая пешка · f2 белая пешка · g2 белая пешка · h2 белая пешка · a1 белая ладья · b1 белый конь · c1 белый слон · d1 белый ферзь · e1 белый король · f1 белый слон · h1 белая ладья | a8 чёрная ладья · c8 чёрный слон · e8 чёрный король · f8 чёрный слон · g8 чёрный конь · h8 чёрная ладья · a7 чёрная пешка · b7 чёрная пешка · c7 чёрный ферзь · d7 чёрная пешка · e7 чёрная пешка · f7 чёрная пешка · g7 чёрная пешка · h7 чёрная пешка · c6 чёрный конь · d4 белый конь · e4 белая пешка · a2 белая пешка · b2 белая пешка · c2 белая пешка · f2 белая пешка · g2 белая пешка · h2 белая пешка · a1 белая ладья · b1 белый конь · c1 белый слон · d1 белый ферзь · e1 белый король · f1 белый слон · h1 белая ладья | a8 чёрная ладья · c8 чёрный слон · e8 чёрный король · f8 чёрный слон · g8 чёрный конь · h8 чёрная ладья · a7 чёрная пешка · b7 чёрная пешка · c7 чёрный ферзь · d7 чёрная пешка · e7 чёрная пешка · f7 чёрная пешка · g7 чёрная пешка · h7 чёрная пешка · c6 чёрный конь · d4 белый конь · e4 белая пешка · a2 белая пешка · b2 белая пешка · c2 белая пешка · f2 белая пешка · g2 белая пешка · h2 белая пешка · a1 белая ладья · b1 белый конь · c1 белый слон · d1 белый ферзь · e1 белый король · f1 белый слон · h1 белая ладья | 4 |
| 3 | a8 чёрная ладья · c8 чёрный слон · e8 чёрный король · f8 чёрный слон · g8 чёрный конь · h8 чёрная ладья · a7 чёрная пешка · b7 чёрная пешка · c7 чёрный ферзь · d7 чёрная пешка · e7 чёрная пешка · f7 чёрная пешка · g7 чёрная пешка · h7 чёрная пешка · c6 чёрный конь · d4 белый конь · e4 белая пешка · a2 белая пешка · b2 белая пешка · c2 белая пешка · f2 белая пешка · g2 белая пешка · h2 белая пешка · a1 белая ладья · b1 белый конь · c1 белый слон · d1 белый ферзь · e1 белый король · f1 белый слон · h1 белая ладья | a8 чёрная ладья · c8 чёрный слон · e8 чёрный король · f8 чёрный слон · g8 чёрный конь · h8 чёрная ладья · a7 чёрная пешка · b7 чёрная пешка · c7 чёрный ферзь · d7 чёрная пешка · e7 чёрная пешка · f7 чёрная пешка · g7 чёрная пешка · h7 чёрная пешка · c6 чёрный конь · d4 белый конь · e4 белая пешка · a2 белая пешка · b2 белая пешка · c2 белая пешка · f2 белая пешка · g2 белая пешка · h2 белая пешка · a1 белая ладья · b1 белый конь · c1 белый слон · d1 белый ферзь · e1 белый король · f1 белый слон · h1 белая ладья | a8 чёрная ладья · c8 чёрный слон · e8 чёрный король · f8 чёрный слон · g8 чёрный конь · h8 чёрная ладья · a7 чёрная пешка · b7 чёрная пешка · c7 чёрный ферзь · d7 чёрная пешка · e7 чёрная пешка · f7 чёрная пешка · g7 чёрная пешка · h7 чёрная пешка · c6 чёрный конь · d4 белый конь · e4 белая пешка · a2 белая пешка · b2 белая пешка · c2 белая пешка · f2 белая пешка · g2 белая пешка · h2 белая пешка · a1 белая ладья · b1 белый конь · c1 белый слон · d1 белый ферзь · e1 белый король · f1 белый слон · h1 белая ладья | a8 чёрная ладья · c8 чёрный слон · e8 чёрный король · f8 чёрный слон · g8 чёрный конь · h8 чёрная ладья · a7 чёрная пешка · b7 чёрная пешка · c7 чёрный ферзь · d7 чёрная пешка · e7 чёрная пешка · f7 чёрная пешка · g7 чёрная пешка · h7 чёрная пешка · c6 чёрный конь · d4 белый конь · e4 белая пешка · a2 белая пешка · b2 белая пешка · c2 белая пешка · f2 белая пешка · g2 белая пешка · h2 белая пешка · a1 белая ладья · b1 белый конь · c1 белый слон · d1 белый ферзь · e1 белый король · f1 белый слон · h1 белая ладья | a8 чёрная ладья · c8 чёрный слон · e8 чёрный король · f8 чёрный слон · g8 чёрный конь · h8 чёрная ладья · a7 чёрная пешка · b7 чёрная пешка · c7 чёрный ферзь · d7 чёрная пешка · e7 чёрная пешка · f7 чёрная пешка · g7 чёрная пешка · h7 чёрная пешка · c6 чёрный конь · d4 белый конь · e4 белая пешка · a2 белая пешка · b2 белая пешка · c2 белая пешка · f2 белая пешка · g2 белая пешка · h2 белая пешка · a1 белая ладья · b1 белый конь · c1 белый слон · d1 белый ферзь · e1 белый король · f1 белый слон · h1 белая ладья | a8 чёрная ладья · c8 чёрный слон · e8 чёрный король · f8 чёрный слон · g8 чёрный конь · h8 чёрная ладья · a7 чёрная пешка · b7 чёрная пешка · c7 чёрный ферзь · d7 чёрная пешка · e7 чёрная пешка · f7 чёрная пешка · g7 чёрная пешка · h7 чёрная пешка · c6 чёрный конь · d4 белый конь · e4 белая пешка · a2 белая пешка · b2 белая пешка · c2 белая пешка · f2 белая пешка · g2 белая пешка · h2 белая пешка · a1 белая ладья · b1 белый конь · c1 белый слон · d1 белый ферзь · e1 белый король · f1 белый слон · h1 белая ладья | a8 чёрная ладья · c8 чёрный слон · e8 чёрный король · f8 чёрный слон · g8 чёрный конь · h8 чёрная ладья · a7 чёрная пешка · b7 чёрная пешка · c7 чёрный ферзь · d7 чёрная пешка · e7 чёрная пешка · f7 чёрная пешка · g7 чёрная пешка · h7 чёрная пешка · c6 чёрный конь · d4 белый конь · e4 белая пешка · a2 белая пешка · b2 белая пешка · c2 белая пешка · f2 белая пешка · g2 белая пешка · h2 белая пешка · a1 белая ладья · b1 белый конь · c1 белый слон · d1 белый ферзь · e1 белый король · f1 белый слон · h1 белая ладья | a8 чёрная ладья · c8 чёрный слон · e8 чёрный король · f8 чёрный слон · g8 чёрный конь · h8 чёрная ладья · a7 чёрная пешка · b7 чёрная пешка · c7 чёрный ферзь · d7 чёрная пешка · e7 чёрная пешка · f7 чёрная пешка · g7 чёрная пешка · h7 чёрная пешка · c6 чёрный конь · d4 белый конь · e4 белая пешка · a2 белая пешка · b2 белая пешка · c2 белая пешка · f2 белая пешка · g2 белая пешка · h2 белая пешка · a1 белая ладья · b1 белый конь · c1 белый слон · d1 белый ферзь · e1 белый король · f1 белый слон · h1 белая ладья | 3 |
| 2 | a8 чёрная ладья · c8 чёрный слон · e8 чёрный король · f8 чёрный слон · g8 чёрный конь · h8 чёрная ладья · a7 чёрная пешка · b7 чёрная пешка · c7 чёрный ферзь · d7 чёрная пешка · e7 чёрная пешка · f7 чёрная пешка · g7 чёрная пешка · h7 чёрная пешка · c6 чёрный конь · d4 белый конь · e4 белая пешка · a2 белая пешка · b2 белая пешка · c2 белая пешка · f2 белая пешка · g2 белая пешка · h2 белая пешка · a1 белая ладья · b1 белый конь · c1 белый слон · d1 белый ферзь · e1 белый король · f1 белый слон · h1 белая ладья | a8 чёрная ладья · c8 чёрный слон · e8 чёрный король · f8 чёрный слон · g8 чёрный конь · h8 чёрная ладья · a7 чёрная пешка · b7 чёрная пешка · c7 чёрный ферзь · d7 чёрная пешка · e7 чёрная пешка · f7 чёрная пешка · g7 чёрная пешка · h7 чёрная пешка · c6 чёрный конь · d4 белый конь · e4 белая пешка · a2 белая пешка · b2 белая пешка · c2 белая пешка · f2 белая пешка · g2 белая пешка · h2 белая пешка · a1 белая ладья · b1 белый конь · c1 белый слон · d1 белый ферзь · e1 белый король · f1 белый слон · h1 белая ладья | a8 чёрная ладья · c8 чёрный слон · e8 чёрный король · f8 чёрный слон · g8 чёрный конь · h8 чёрная ладья · a7 чёрная пешка · b7 чёрная пешка · c7 чёрный ферзь · d7 чёрная пешка · e7 чёрная пешка · f7 чёрная пешка · g7 чёрная пешка · h7 чёрная пешка · c6 чёрный конь · d4 белый конь · e4 белая пешка · a2 белая пешка · b2 белая пешка · c2 белая пешка · f2 белая пешка · g2 белая пешка · h2 белая пешка · a1 белая ладья · b1 белый конь · c1 белый слон · d1 белый ферзь · e1 белый король · f1 белый слон · h1 белая ладья | a8 чёрная ладья · c8 чёрный слон · e8 чёрный король · f8 чёрный слон · g8 чёрный конь · h8 чёрная ладья · a7 чёрная пешка · b7 чёрная пешка · c7 чёрный ферзь · d7 чёрная пешка · e7 чёрная пешка · f7 чёрная пешка · g7 чёрная пешка · h7 чёрная пешка · c6 чёрный конь · d4 белый конь · e4 белая пешка · a2 белая пешка · b2 белая пешка · c2 белая пешка · f2 белая пешка · g2 белая пешка · h2 белая пешка · a1 белая ладья · b1 белый конь · c1 белый слон · d1 белый ферзь · e1 белый король · f1 белый слон · h1 белая ладья | a8 чёрная ладья · c8 чёрный слон · e8 чёрный король · f8 чёрный слон · g8 чёрный конь · h8 чёрная ладья · a7 чёрная пешка · b7 чёрная пешка · c7 чёрный ферзь · d7 чёрная пешка · e7 чёрная пешка · f7 чёрная пешка · g7 чёрная пешка · h7 чёрная пешка · c6 чёрный конь · d4 белый конь · e4 белая пешка · a2 белая пешка · b2 белая пешка · c2 белая пешка · f2 белая пешка · g2 белая пешка · h2 белая пешка · a1 белая ладья · b1 белый конь · c1 белый слон · d1 белый ферзь · e1 белый король · f1 белый слон · h1 белая ладья | a8 чёрная ладья · c8 чёрный слон · e8 чёрный король · f8 чёрный слон · g8 чёрный конь · h8 чёрная ладья · a7 чёрная пешка · b7 чёрная пешка · c7 чёрный ферзь · d7 чёрная пешка · e7 чёрная пешка · f7 чёрная пешка · g7 чёрная пешка · h7 чёрная пешка · c6 чёрный конь · d4 белый конь · e4 белая пешка · a2 белая пешка · b2 белая пешка · c2 белая пешка · f2 белая пешка · g2 белая пешка · h2 белая пешка · a1 белая ладья · b1 белый конь · c1 белый слон · d1 белый ферзь · e1 белый король · f1 белый слон · h1 белая ладья | a8 чёрная ладья · c8 чёрный слон · e8 чёрный король · f8 чёрный слон · g8 чёрный конь · h8 чёрная ладья · a7 чёрная пешка · b7 чёрная пешка · c7 чёрный ферзь · d7 чёрная пешка · e7 чёрная пешка · f7 чёрная пешка · g7 чёрная пешка · h7 чёрная пешка · c6 чёрный конь · d4 белый конь · e4 белая пешка · a2 белая пешка · b2 белая пешка · c2 белая пешка · f2 белая пешка · g2 белая пешка · h2 белая пешка · a1 белая ладья · b1 белый конь · c1 белый слон · d1 белый ферзь · e1 белый король · f1 белый слон · h1 белая ладья | a8 чёрная ладья · c8 чёрный слон · e8 чёрный король · f8 чёрный слон · g8 чёрный конь · h8 чёрная ладья · a7 чёрная пешка · b7 чёрная пешка · c7 чёрный ферзь · d7 чёрная пешка · e7 чёрная пешка · f7 чёрная пешка · g7 чёрная пешка · h7 чёрная пешка · c6 чёрный конь · d4 белый конь · e4 белая пешка · a2 белая пешка · b2 белая пешка · c2 белая пешка · f2 белая пешка · g2 белая пешка · h2 белая пешка · a1 белая ладья · b1 белый конь · c1 белый слон · d1 белый ферзь · e1 белый король · f1 белый слон · h1 белая ладья | 2 |
| 1 | a8 чёрная ладья · c8 чёрный слон · e8 чёрный король · f8 чёрный слон · g8 чёрный конь · h8 чёрная ладья · a7 чёрная пешка · b7 чёрная пешка · c7 чёрный ферзь · d7 чёрная пешка · e7 чёрная пешка · f7 чёрная пешка · g7 чёрная пешка · h7 чёрная пешка · c6 чёрный конь · d4 белый конь · e4 белая пешка · a2 белая пешка · b2 белая пешка · c2 белая пешка · f2 белая пешка · g2 белая пешка · h2 белая пешка · a1 белая ладья · b1 белый конь · c1 белый слон · d1 белый ферзь · e1 белый король · f1 белый слон · h1 белая ладья | a8 чёрная ладья · c8 чёрный слон · e8 чёрный король · f8 чёрный слон · g8 чёрный конь · h8 чёрная ладья · a7 чёрная пешка · b7 чёрная пешка · c7 чёрный ферзь · d7 чёрная пешка · e7 чёрная пешка · f7 чёрная пешка · g7 чёрная пешка · h7 чёрная пешка · c6 чёрный конь · d4 белый конь · e4 белая пешка · a2 белая пешка · b2 белая пешка · c2 белая пешка · f2 белая пешка · g2 белая пешка · h2 белая пешка · a1 белая ладья · b1 белый конь · c1 белый слон · d1 белый ферзь · e1 белый король · f1 белый слон · h1 белая ладья | a8 чёрная ладья · c8 чёрный слон · e8 чёрный король · f8 чёрный слон · g8 чёрный конь · h8 чёрная ладья · a7 чёрная пешка · b7 чёрная пешка · c7 чёрный ферзь · d7 чёрная пешка · e7 чёрная пешка · f7 чёрная пешка · g7 чёрная пешка · h7 чёрная пешка · c6 чёрный конь · d4 белый конь · e4 белая пешка · a2 белая пешка · b2 белая пешка · c2 белая пешка · f2 белая пешка · g2 белая пешка · h2 белая пешка · a1 белая ладья · b1 белый конь · c1 белый слон · d1 белый ферзь · e1 белый король · f1 белый слон · h1 белая ладья | a8 чёрная ладья · c8 чёрный слон · e8 чёрный король · f8 чёрный слон · g8 чёрный конь · h8 чёрная ладья · a7 чёрная пешка · b7 чёрная пешка · c7 чёрный ферзь · d7 чёрная пешка · e7 чёрная пешка · f7 чёрная пешка · g7 чёрная пешка · h7 чёрная пешка · c6 чёрный конь · d4 белый конь · e4 белая пешка · a2 белая пешка · b2 белая пешка · c2 белая пешка · f2 белая пешка · g2 белая пешка · h2 белая пешка · a1 белая ладья · b1 белый конь · c1 белый слон · d1 белый ферзь · e1 белый король · f1 белый слон · h1 белая ладья | a8 чёрная ладья · c8 чёрный слон · e8 чёрный король · f8 чёрный слон · g8 чёрный конь · h8 чёрная ладья · a7 чёрная пешка · b7 чёрная пешка · c7 чёрный ферзь · d7 чёрная пешка · e7 чёрная пешка · f7 чёрная пешка · g7 чёрная пешка · h7 чёрная пешка · c6 чёрный конь · d4 белый конь · e4 белая пешка · a2 белая пешка · b2 белая пешка · c2 белая пешка · f2 белая пешка · g2 белая пешка · h2 белая пешка · a1 белая ладья · b1 белый конь · c1 белый слон · d1 белый ферзь · e1 белый король · f1 белый слон · h1 белая ладья | a8 чёрная ладья · c8 чёрный слон · e8 чёрный король · f8 чёрный слон · g8 чёрный конь · h8 чёрная ладья · a7 чёрная пешка · b7 чёрная пешка · c7 чёрный ферзь · d7 чёрная пешка · e7 чёрная пешка · f7 чёрная пешка · g7 чёрная пешка · h7 чёрная пешка · c6 чёрный конь · d4 белый конь · e4 белая пешка · a2 белая пешка · b2 белая пешка · c2 белая пешка · f2 белая пешка · g2 белая пешка · h2 белая пешка · a1 белая ладья · b1 белый конь · c1 белый слон · d1 белый ферзь · e1 белый король · f1 белый слон · h1 белая ладья | a8 чёрная ладья · c8 чёрный слон · e8 чёрный король · f8 чёрный слон · g8 чёрный конь · h8 чёрная ладья · a7 чёрная пешка · b7 чёрная пешка · c7 чёрный ферзь · d7 чёрная пешка · e7 чёрная пешка · f7 чёрная пешка · g7 чёрная пешка · h7 чёрная пешка · c6 чёрный конь · d4 белый конь · e4 белая пешка · a2 белая пешка · b2 белая пешка · c2 белая пешка · f2 белая пешка · g2 белая пешка · h2 белая пешка · a1 белая ладья · b1 белый конь · c1 белый слон · d1 белый ферзь · e1 белый король · f1 белый слон · h1 белая ладья | a8 чёрная ладья · c8 чёрный слон · e8 чёрный король · f8 чёрный слон · g8 чёрный конь · h8 чёрная ладья · a7 чёрная пешка · b7 чёрная пешка · c7 чёрный ферзь · d7 чёрная пешка · e7 чёрная пешка · f7 чёрная пешка · g7 чёрная пешка · h7 чёрная пешка · c6 чёрный конь · d4 белый конь · e4 белая пешка · a2 белая пешка · b2 белая пешка · c2 белая пешка · f2 белая пешка · g2 белая пешка · h2 белая пешка · a1 белая ладья · b1 белый конь · c1 белый слон · d1 белый ферзь · e1 белый король · f1 белый слон · h1 белая ладья | 1 |
|   | a | b | c | d | e | f | g | h |   |

|   | a | b | c | d | e | f | g | h |   |
| - | --- | --- | --- | --- | --- | --- | --- | --- | - |
| 8 | a8 чёрная ладья · b8 чёрный конь · c8 чёрный слон · d8 чёрный ферзь · e8 чёрный король · f8 чёрный слон · h8 чёрная ладья · a7 чёрная пешка · b7 чёрная пешка · c7 чёрная пешка · d7 чёрная пешка · f7 чёрная пешка · g7 чёрная пешка · h7 чёрная пешка · e6 чёрная пешка · f6 чёрный конь · c4 белая пешка · e4 белая пешка · c3 белый конь · a2 белая пешка · b2 белая пешка · d2 белая пешка · f2 белая пешка · g2 белая пешка · h2 белая пешка · a1 белая ладья · c1 белый слон · d1 белый ферзь · e1 белый король · f1 белый слон · g1 белый конь · h1 белая ладья | a8 чёрная ладья · b8 чёрный конь · c8 чёрный слон · d8 чёрный ферзь · e8 чёрный король · f8 чёрный слон · h8 чёрная ладья · a7 чёрная пешка · b7 чёрная пешка · c7 чёрная пешка · d7 чёрная пешка · f7 чёрная пешка · g7 чёрная пешка · h7 чёрная пешка · e6 чёрная пешка · f6 чёрный конь · c4 белая пешка · e4 белая пешка · c3 белый конь · a2 белая пешка · b2 белая пешка · d2 белая пешка · f2 белая пешка · g2 белая пешка · h2 белая пешка · a1 белая ладья · c1 белый слон · d1 белый ферзь · e1 белый король · f1 белый слон · g1 белый конь · h1 белая ладья | a8 чёрная ладья · b8 чёрный конь · c8 чёрный слон · d8 чёрный ферзь · e8 чёрный король · f8 чёрный слон · h8 чёрная ладья · a7 чёрная пешка · b7 чёрная пешка · c7 чёрная пешка · d7 чёрная пешка · f7 чёрная пешка · g7 чёрная пешка · h7 чёрная пешка · e6 чёрная пешка · f6 чёрный конь · c4 белая пешка · e4 белая пешка · c3 белый конь · a2 белая пешка · b2 белая пешка · d2 белая пешка · f2 белая пешка · g2 белая пешка · h2 белая пешка · a1 белая ладья · c1 белый слон · d1 белый ферзь · e1 белый король · f1 белый слон · g1 белый конь · h1 белая ладья | a8 чёрная ладья · b8 чёрный конь · c8 чёрный слон · d8 чёрный ферзь · e8 чёрный король · f8 чёрный слон · h8 чёрная ладья · a7 чёрная пешка · b7 чёрная пешка · c7 чёрная пешка · d7 чёрная пешка · f7 чёрная пешка · g7 чёрная пешка · h7 чёрная пешка · e6 чёрная пешка · f6 чёрный конь · c4 белая пешка · e4 белая пешка · c3 белый конь · a2 белая пешка · b2 белая пешка · d2 белая пешка · f2 белая пешка · g2 белая пешка · h2 белая пешка · a1 белая ладья · c1 белый слон · d1 белый ферзь · e1 белый король · f1 белый слон · g1 белый конь · h1 белая ладья | a8 чёрная ладья · b8 чёрный конь · c8 чёрный слон · d8 чёрный ферзь · e8 чёрный король · f8 чёрный слон · h8 чёрная ладья · a7 чёрная пешка · b7 чёрная пешка · c7 чёрная пешка · d7 чёрная пешка · f7 чёрная пешка · g7 чёрная пешка · h7 чёрная пешка · e6 чёрная пешка · f6 чёрный конь · c4 белая пешка · e4 белая пешка · c3 белый конь · a2 белая пешка · b2 белая пешка · d2 белая пешка · f2 белая пешка · g2 белая пешка · h2 белая пешка · a1 белая ладья · c1 белый слон · d1 белый ферзь · e1 белый король · f1 белый слон · g1 белый конь · h1 белая ладья | a8 чёрная ладья · b8 чёрный конь · c8 чёрный слон · d8 чёрный ферзь · e8 чёрный король · f8 чёрный слон · h8 чёрная ладья · a7 чёрная пешка · b7 чёрная пешка · c7 чёрная пешка · d7 чёрная пешка · f7 чёрная пешка · g7 чёрная пешка · h7 чёрная пешка · e6 чёрная пешка · f6 чёрный конь · c4 белая пешка · e4 белая пешка · c3 белый конь · a2 белая пешка · b2 белая пешка · d2 белая пешка · f2 белая пешка · g2 белая пешка · h2 белая пешка · a1 белая ладья · c1 белый слон · d1 белый ферзь · e1 белый король · f1 белый слон · g1 белый конь · h1 белая ладья | a8 чёрная ладья · b8 чёрный конь · c8 чёрный слон · d8 чёрный ферзь · e8 чёрный король · f8 чёрный слон · h8 чёрная ладья · a7 чёрная пешка · b7 чёрная пешка · c7 чёрная пешка · d7 чёрная пешка · f7 чёрная пешка · g7 чёрная пешка · h7 чёрная пешка · e6 чёрная пешка · f6 чёрный конь · c4 белая пешка · e4 белая пешка · c3 белый конь · a2 белая пешка · b2 белая пешка · d2 белая пешка · f2 белая пешка · g2 белая пешка · h2 белая пешка · a1 белая ладья · c1 белый слон · d1 белый ферзь · e1 белый король · f1 белый слон · g1 белый конь · h1 белая ладья | a8 чёрная ладья · b8 чёрный конь · c8 чёрный слон · d8 чёрный ферзь · e8 чёрный король · f8 чёрный слон · h8 чёрная ладья · a7 чёрная пешка · b7 чёрная пешка · c7 чёрная пешка · d7 чёрная пешка · f7 чёрная пешка · g7 чёрная пешка · h7 чёрная пешка · e6 чёрная пешка · f6 чёрный конь · c4 белая пешка · e4 белая пешка · c3 белый конь · a2 белая пешка · b2 белая пешка · d2 белая пешка · f2 белая пешка · g2 белая пешка · h2 белая пешка · a1 белая ладья · c1 белый слон · d1 белый ферзь · e1 белый король · f1 белый слон · g1 белый конь · h1 белая ладья | 8 |
| 7 | a8 чёрная ладья · b8 чёрный конь · c8 чёрный слон · d8 чёрный ферзь · e8 чёрный король · f8 чёрный слон · h8 чёрная ладья · a7 чёрная пешка · b7 чёрная пешка · c7 чёрная пешка · d7 чёрная пешка · f7 чёрная пешка · g7 чёрная пешка · h7 чёрная пешка · e6 чёрная пешка · f6 чёрный конь · c4 белая пешка · e4 белая пешка · c3 белый конь · a2 белая пешка · b2 белая пешка · d2 белая пешка · f2 белая пешка · g2 белая пешка · h2 белая пешка · a1 белая ладья · c1 белый слон · d1 белый ферзь · e1 белый король · f1 белый слон · g1 белый конь · h1 белая ладья | a8 чёрная ладья · b8 чёрный конь · c8 чёрный слон · d8 чёрный ферзь · e8 чёрный король · f8 чёрный слон · h8 чёрная ладья · a7 чёрная пешка · b7 чёрная пешка · c7 чёрная пешка · d7 чёрная пешка · f7 чёрная пешка · g7 чёрная пешка · h7 чёрная пешка · e6 чёрная пешка · f6 чёрный конь · c4 белая пешка · e4 белая пешка · c3 белый конь · a2 белая пешка · b2 белая пешка · d2 белая пешка · f2 белая пешка · g2 белая пешка · h2 белая пешка · a1 белая ладья · c1 белый слон · d1 белый ферзь · e1 белый король · f1 белый слон · g1 белый конь · h1 белая ладья | a8 чёрная ладья · b8 чёрный конь · c8 чёрный слон · d8 чёрный ферзь · e8 чёрный король · f8 чёрный слон · h8 чёрная ладья · a7 чёрная пешка · b7 чёрная пешка · c7 чёрная пешка · d7 чёрная пешка · f7 чёрная пешка · g7 чёрная пешка · h7 чёрная пешка · e6 чёрная пешка · f6 чёрный конь · c4 белая пешка · e4 белая пешка · c3 белый конь · a2 белая пешка · b2 белая пешка · d2 белая пешка · f2 белая пешка · g2 белая пешка · h2 белая пешка · a1 белая ладья · c1 белый слон · d1 белый ферзь · e1 белый король · f1 белый слон · g1 белый конь · h1 белая ладья | a8 чёрная ладья · b8 чёрный конь · c8 чёрный слон · d8 чёрный ферзь · e8 чёрный король · f8 чёрный слон · h8 чёрная ладья · a7 чёрная пешка · b7 чёрная пешка · c7 чёрная пешка · d7 чёрная пешка · f7 чёрная пешка · g7 чёрная пешка · h7 чёрная пешка · e6 чёрная пешка · f6 чёрный конь · c4 белая пешка · e4 белая пешка · c3 белый конь · a2 белая пешка · b2 белая пешка · d2 белая пешка · f2 белая пешка · g2 белая пешка · h2 белая пешка · a1 белая ладья · c1 белый слон · d1 белый ферзь · e1 белый король · f1 белый слон · g1 белый конь · h1 белая ладья | a8 чёрная ладья · b8 чёрный конь · c8 чёрный слон · d8 чёрный ферзь · e8 чёрный король · f8 чёрный слон · h8 чёрная ладья · a7 чёрная пешка · b7 чёрная пешка · c7 чёрная пешка · d7 чёрная пешка · f7 чёрная пешка · g7 чёрная пешка · h7 чёрная пешка · e6 чёрная пешка · f6 чёрный конь · c4 белая пешка · e4 белая пешка · c3 белый конь · a2 белая пешка · b2 белая пешка · d2 белая пешка · f2 белая пешка · g2 белая пешка · h2 белая пешка · a1 белая ладья · c1 белый слон · d1 белый ферзь · e1 белый король · f1 белый слон · g1 белый конь · h1 белая ладья | a8 чёрная ладья · b8 чёрный конь · c8 чёрный слон · d8 чёрный ферзь · e8 чёрный король · f8 чёрный слон · h8 чёрная ладья · a7 чёрная пешка · b7 чёрная пешка · c7 чёрная пешка · d7 чёрная пешка · f7 чёрная пешка · g7 чёрная пешка · h7 чёрная пешка · e6 чёрная пешка · f6 чёрный конь · c4 белая пешка · e4 белая пешка · c3 белый конь · a2 белая пешка · b2 белая пешка · d2 белая пешка · f2 белая пешка · g2 белая пешка · h2 белая пешка · a1 белая ладья · c1 белый слон · d1 белый ферзь · e1 белый король · f1 белый слон · g1 белый конь · h1 белая ладья | a8 чёрная ладья · b8 чёрный конь · c8 чёрный слон · d8 чёрный ферзь · e8 чёрный король · f8 чёрный слон · h8 чёрная ладья · a7 чёрная пешка · b7 чёрная пешка · c7 чёрная пешка · d7 чёрная пешка · f7 чёрная пешка · g7 чёрная пешка · h7 чёрная пешка · e6 чёрная пешка · f6 чёрный конь · c4 белая пешка · e4 белая пешка · c3 белый конь · a2 белая пешка · b2 белая пешка · d2 белая пешка · f2 белая пешка · g2 белая пешка · h2 белая пешка · a1 белая ладья · c1 белый слон · d1 белый ферзь · e1 белый король · f1 белый слон · g1 белый конь · h1 белая ладья | a8 чёрная ладья · b8 чёрный конь · c8 чёрный слон · d8 чёрный ферзь · e8 чёрный король · f8 чёрный слон · h8 чёрная ладья · a7 чёрная пешка · b7 чёрная пешка · c7 чёрная пешка · d7 чёрная пешка · f7 чёрная пешка · g7 чёрная пешка · h7 чёрная пешка · e6 чёрная пешка · f6 чёрный конь · c4 белая пешка · e4 белая пешка · c3 белый конь · a2 белая пешка · b2 белая пешка · d2 белая пешка · f2 белая пешка · g2 белая пешка · h2 белая пешка · a1 белая ладья · c1 белый слон · d1 белый ферзь · e1 белый король · f1 белый слон · g1 белый конь · h1 белая ладья | 7 |
| 6 | a8 чёрная ладья · b8 чёрный конь · c8 чёрный слон · d8 чёрный ферзь · e8 чёрный король · f8 чёрный слон · h8 чёрная ладья · a7 чёрная пешка · b7 чёрная пешка · c7 чёрная пешка · d7 чёрная пешка · f7 чёрная пешка · g7 чёрная пешка · h7 чёрная пешка · e6 чёрная пешка · f6 чёрный конь · c4 белая пешка · e4 белая пешка · c3 белый конь · a2 белая пешка · b2 белая пешка · d2 белая пешка · f2 белая пешка · g2 белая пешка · h2 белая пешка · a1 белая ладья · c1 белый слон · d1 белый ферзь · e1 белый король · f1 белый слон · g1 белый конь · h1 белая ладья | a8 чёрная ладья · b8 чёрный конь · c8 чёрный слон · d8 чёрный ферзь · e8 чёрный король · f8 чёрный слон · h8 чёрная ладья · a7 чёрная пешка · b7 чёрная пешка · c7 чёрная пешка · d7 чёрная пешка · f7 чёрная пешка · g7 чёрная пешка · h7 чёрная пешка · e6 чёрная пешка · f6 чёрный конь · c4 белая пешка · e4 белая пешка · c3 белый конь · a2 белая пешка · b2 белая пешка · d2 белая пешка · f2 белая пешка · g2 белая пешка · h2 белая пешка · a1 белая ладья · c1 белый слон · d1 белый ферзь · e1 белый король · f1 белый слон · g1 белый конь · h1 белая ладья | a8 чёрная ладья · b8 чёрный конь · c8 чёрный слон · d8 чёрный ферзь · e8 чёрный король · f8 чёрный слон · h8 чёрная ладья · a7 чёрная пешка · b7 чёрная пешка · c7 чёрная пешка · d7 чёрная пешка · f7 чёрная пешка · g7 чёрная пешка · h7 чёрная пешка · e6 чёрная пешка · f6 чёрный конь · c4 белая пешка · e4 белая пешка · c3 белый конь · a2 белая пешка · b2 белая пешка · d2 белая пешка · f2 белая пешка · g2 белая пешка · h2 белая пешка · a1 белая ладья · c1 белый слон · d1 белый ферзь · e1 белый король · f1 белый слон · g1 белый конь · h1 белая ладья | a8 чёрная ладья · b8 чёрный конь · c8 чёрный слон · d8 чёрный ферзь · e8 чёрный король · f8 чёрный слон · h8 чёрная ладья · a7 чёрная пешка · b7 чёрная пешка · c7 чёрная пешка · d7 чёрная пешка · f7 чёрная пешка · g7 чёрная пешка · h7 чёрная пешка · e6 чёрная пешка · f6 чёрный конь · c4 белая пешка · e4 белая пешка · c3 белый конь · a2 белая пешка · b2 белая пешка · d2 белая пешка · f2 белая пешка · g2 белая пешка · h2 белая пешка · a1 белая ладья · c1 белый слон · d1 белый ферзь · e1 белый король · f1 белый слон · g1 белый конь · h1 белая ладья | a8 чёрная ладья · b8 чёрный конь · c8 чёрный слон · d8 чёрный ферзь · e8 чёрный король · f8 чёрный слон · h8 чёрная ладья · a7 чёрная пешка · b7 чёрная пешка · c7 чёрная пешка · d7 чёрная пешка · f7 чёрная пешка · g7 чёрная пешка · h7 чёрная пешка · e6 чёрная пешка · f6 чёрный конь · c4 белая пешка · e4 белая пешка · c3 белый конь · a2 белая пешка · b2 белая пешка · d2 белая пешка · f2 белая пешка · g2 белая пешка · h2 белая пешка · a1 белая ладья · c1 белый слон · d1 белый ферзь · e1 белый король · f1 белый слон · g1 белый конь · h1 белая ладья | a8 чёрная ладья · b8 чёрный конь · c8 чёрный слон · d8 чёрный ферзь · e8 чёрный король · f8 чёрный слон · h8 чёрная ладья · a7 чёрная пешка · b7 чёрная пешка · c7 чёрная пешка · d7 чёрная пешка · f7 чёрная пешка · g7 чёрная пешка · h7 чёрная пешка · e6 чёрная пешка · f6 чёрный конь · c4 белая пешка · e4 белая пешка · c3 белый конь · a2 белая пешка · b2 белая пешка · d2 белая пешка · f2 белая пешка · g2 белая пешка · h2 белая пешка · a1 белая ладья · c1 белый слон · d1 белый ферзь · e1 белый король · f1 белый слон · g1 белый конь · h1 белая ладья | a8 чёрная ладья · b8 чёрный конь · c8 чёрный слон · d8 чёрный ферзь · e8 чёрный король · f8 чёрный слон · h8 чёрная ладья · a7 чёрная пешка · b7 чёрная пешка · c7 чёрная пешка · d7 чёрная пешка · f7 чёрная пешка · g7 чёрная пешка · h7 чёрная пешка · e6 чёрная пешка · f6 чёрный конь · c4 белая пешка · e4 белая пешка · c3 белый конь · a2 белая пешка · b2 белая пешка · d2 белая пешка · f2 белая пешка · g2 белая пешка · h2 белая пешка · a1 белая ладья · c1 белый слон · d1 белый ферзь · e1 белый король · f1 белый слон · g1 белый конь · h1 белая ладья | a8 чёрная ладья · b8 чёрный конь · c8 чёрный слон · d8 чёрный ферзь · e8 чёрный король · f8 чёрный слон · h8 чёрная ладья · a7 чёрная пешка · b7 чёрная пешка · c7 чёрная пешка · d7 чёрная пешка · f7 чёрная пешка · g7 чёрная пешка · h7 чёрная пешка · e6 чёрная пешка · f6 чёрный конь · c4 белая пешка · e4 белая пешка · c3 белый конь · a2 белая пешка · b2 белая пешка · d2 белая пешка · f2 белая пешка · g2 белая пешка · h2 белая пешка · a1 белая ладья · c1 белый слон · d1 белый ферзь · e1 белый король · f1 белый слон · g1 белый конь · h1 белая ладья | 6 |
| 5 | a8 чёрная ладья · b8 чёрный конь · c8 чёрный слон · d8 чёрный ферзь · e8 чёрный король · f8 чёрный слон · h8 чёрная ладья · a7 чёрная пешка · b7 чёрная пешка · c7 чёрная пешка · d7 чёрная пешка · f7 чёрная пешка · g7 чёрная пешка · h7 чёрная пешка · e6 чёрная пешка · f6 чёрный конь · c4 белая пешка · e4 белая пешка · c3 белый конь · a2 белая пешка · b2 белая пешка · d2 белая пешка · f2 белая пешка · g2 белая пешка · h2 белая пешка · a1 белая ладья · c1 белый слон · d1 белый ферзь · e1 белый король · f1 белый слон · g1 белый конь · h1 белая ладья | a8 чёрная ладья · b8 чёрный конь · c8 чёрный слон · d8 чёрный ферзь · e8 чёрный король · f8 чёрный слон · h8 чёрная ладья · a7 чёрная пешка · b7 чёрная пешка · c7 чёрная пешка · d7 чёрная пешка · f7 чёрная пешка · g7 чёрная пешка · h7 чёрная пешка · e6 чёрная пешка · f6 чёрный конь · c4 белая пешка · e4 белая пешка · c3 белый конь · a2 белая пешка · b2 белая пешка · d2 белая пешка · f2 белая пешка · g2 белая пешка · h2 белая пешка · a1 белая ладья · c1 белый слон · d1 белый ферзь · e1 белый король · f1 белый слон · g1 белый конь · h1 белая ладья | a8 чёрная ладья · b8 чёрный конь · c8 чёрный слон · d8 чёрный ферзь · e8 чёрный король · f8 чёрный слон · h8 чёрная ладья · a7 чёрная пешка · b7 чёрная пешка · c7 чёрная пешка · d7 чёрная пешка · f7 чёрная пешка · g7 чёрная пешка · h7 чёрная пешка · e6 чёрная пешка · f6 чёрный конь · c4 белая пешка · e4 белая пешка · c3 белый конь · a2 белая пешка · b2 белая пешка · d2 белая пешка · f2 белая пешка · g2 белая пешка · h2 белая пешка · a1 белая ладья · c1 белый слон · d1 белый ферзь · e1 белый король · f1 белый слон · g1 белый конь · h1 белая ладья | a8 чёрная ладья · b8 чёрный конь · c8 чёрный слон · d8 чёрный ферзь · e8 чёрный король · f8 чёрный слон · h8 чёрная ладья · a7 чёрная пешка · b7 чёрная пешка · c7 чёрная пешка · d7 чёрная пешка · f7 чёрная пешка · g7 чёрная пешка · h7 чёрная пешка · e6 чёрная пешка · f6 чёрный конь · c4 белая пешка · e4 белая пешка · c3 белый конь · a2 белая пешка · b2 белая пешка · d2 белая пешка · f2 белая пешка · g2 белая пешка · h2 белая пешка · a1 белая ладья · c1 белый слон · d1 белый ферзь · e1 белый король · f1 белый слон · g1 белый конь · h1 белая ладья | a8 чёрная ладья · b8 чёрный конь · c8 чёрный слон · d8 чёрный ферзь · e8 чёрный король · f8 чёрный слон · h8 чёрная ладья · a7 чёрная пешка · b7 чёрная пешка · c7 чёрная пешка · d7 чёрная пешка · f7 чёрная пешка · g7 чёрная пешка · h7 чёрная пешка · e6 чёрная пешка · f6 чёрный конь · c4 белая пешка · e4 белая пешка · c3 белый конь · a2 белая пешка · b2 белая пешка · d2 белая пешка · f2 белая пешка · g2 белая пешка · h2 белая пешка · a1 белая ладья · c1 белый слон · d1 белый ферзь · e1 белый король · f1 белый слон · g1 белый конь · h1 белая ладья | a8 чёрная ладья · b8 чёрный конь · c8 чёрный слон · d8 чёрный ферзь · e8 чёрный король · f8 чёрный слон · h8 чёрная ладья · a7 чёрная пешка · b7 чёрная пешка · c7 чёрная пешка · d7 чёрная пешка · f7 чёрная пешка · g7 чёрная пешка · h7 чёрная пешка · e6 чёрная пешка · f6 чёрный конь · c4 белая пешка · e4 белая пешка · c3 белый конь · a2 белая пешка · b2 белая пешка · d2 белая пешка · f2 белая пешка · g2 белая пешка · h2 белая пешка · a1 белая ладья · c1 белый слон · d1 белый ферзь · e1 белый король · f1 белый слон · g1 белый конь · h1 белая ладья | a8 чёрная ладья · b8 чёрный конь · c8 чёрный слон · d8 чёрный ферзь · e8 чёрный король · f8 чёрный слон · h8 чёрная ладья · a7 чёрная пешка · b7 чёрная пешка · c7 чёрная пешка · d7 чёрная пешка · f7 чёрная пешка · g7 чёрная пешка · h7 чёрная пешка · e6 чёрная пешка · f6 чёрный конь · c4 белая пешка · e4 белая пешка · c3 белый конь · a2 белая пешка · b2 белая пешка · d2 белая пешка · f2 белая пешка · g2 белая пешка · h2 белая пешка · a1 белая ладья · c1 белый слон · d1 белый ферзь · e1 белый король · f1 белый слон · g1 белый конь · h1 белая ладья | a8 чёрная ладья · b8 чёрный конь · c8 чёрный слон · d8 чёрный ферзь · e8 чёрный король · f8 чёрный слон · h8 чёрная ладья · a7 чёрная пешка · b7 чёрная пешка · c7 чёрная пешка · d7 чёрная пешка · f7 чёрная пешка · g7 чёрная пешка · h7 чёрная пешка · e6 чёрная пешка · f6 чёрный конь · c4 белая пешка · e4 белая пешка · c3 белый конь · a2 белая пешка · b2 белая пешка · d2 белая пешка · f2 белая пешка · g2 белая пешка · h2 белая пешка · a1 белая ладья · c1 белый слон · d1 белый ферзь · e1 белый король · f1 белый слон · g1 белый конь · h1 белая ладья | 5 |
| 4 | a8 чёрная ладья · b8 чёрный конь · c8 чёрный слон · d8 чёрный ферзь · e8 чёрный король · f8 чёрный слон · h8 чёрная ладья · a7 чёрная пешка · b7 чёрная пешка · c7 чёрная пешка · d7 чёрная пешка · f7 чёрная пешка · g7 чёрная пешка · h7 чёрная пешка · e6 чёрная пешка · f6 чёрный конь · c4 белая пешка · e4 белая пешка · c3 белый конь · a2 белая пешка · b2 белая пешка · d2 белая пешка · f2 белая пешка · g2 белая пешка · h2 белая пешка · a1 белая ладья · c1 белый слон · d1 белый ферзь · e1 белый король · f1 белый слон · g1 белый конь · h1 белая ладья | a8 чёрная ладья · b8 чёрный конь · c8 чёрный слон · d8 чёрный ферзь · e8 чёрный король · f8 чёрный слон · h8 чёрная ладья · a7 чёрная пешка · b7 чёрная пешка · c7 чёрная пешка · d7 чёрная пешка · f7 чёрная пешка · g7 чёрная пешка · h7 чёрная пешка · e6 чёрная пешка · f6 чёрный конь · c4 белая пешка · e4 белая пешка · c3 белый конь · a2 белая пешка · b2 белая пешка · d2 белая пешка · f2 белая пешка · g2 белая пешка · h2 белая пешка · a1 белая ладья · c1 белый слон · d1 белый ферзь · e1 белый король · f1 белый слон · g1 белый конь · h1 белая ладья | a8 чёрная ладья · b8 чёрный конь · c8 чёрный слон · d8 чёрный ферзь · e8 чёрный король · f8 чёрный слон · h8 чёрная ладья · a7 чёрная пешка · b7 чёрная пешка · c7 чёрная пешка · d7 чёрная пешка · f7 чёрная пешка · g7 чёрная пешка · h7 чёрная пешка · e6 чёрная пешка · f6 чёрный конь · c4 белая пешка · e4 белая пешка · c3 белый конь · a2 белая пешка · b2 белая пешка · d2 белая пешка · f2 белая пешка · g2 белая пешка · h2 белая пешка · a1 белая ладья · c1 белый слон · d1 белый ферзь · e1 белый король · f1 белый слон · g1 белый конь · h1 белая ладья | a8 чёрная ладья · b8 чёрный конь · c8 чёрный слон · d8 чёрный ферзь · e8 чёрный король · f8 чёрный слон · h8 чёрная ладья · a7 чёрная пешка · b7 чёрная пешка · c7 чёрная пешка · d7 чёрная пешка · f7 чёрная пешка · g7 чёрная пешка · h7 чёрная пешка · e6 чёрная пешка · f6 чёрный конь · c4 белая пешка · e4 белая пешка · c3 белый конь · a2 белая пешка · b2 белая пешка · d2 белая пешка · f2 белая пешка · g2 белая пешка · h2 белая пешка · a1 белая ладья · c1 белый слон · d1 белый ферзь · e1 белый король · f1 белый слон · g1 белый конь · h1 белая ладья | a8 чёрная ладья · b8 чёрный конь · c8 чёрный слон · d8 чёрный ферзь · e8 чёрный король · f8 чёрный слон · h8 чёрная ладья · a7 чёрная пешка · b7 чёрная пешка · c7 чёрная пешка · d7 чёрная пешка · f7 чёрная пешка · g7 чёрная пешка · h7 чёрная пешка · e6 чёрная пешка · f6 чёрный конь · c4 белая пешка · e4 белая пешка · c3 белый конь · a2 белая пешка · b2 белая пешка · d2 белая пешка · f2 белая пешка · g2 белая пешка · h2 белая пешка · a1 белая ладья · c1 белый слон · d1 белый ферзь · e1 белый король · f1 белый слон · g1 белый конь · h1 белая ладья | a8 чёрная ладья · b8 чёрный конь · c8 чёрный слон · d8 чёрный ферзь · e8 чёрный король · f8 чёрный слон · h8 чёрная ладья · a7 чёрная пешка · b7 чёрная пешка · c7 чёрная пешка · d7 чёрная пешка · f7 чёрная пешка · g7 чёрная пешка · h7 чёрная пешка · e6 чёрная пешка · f6 чёрный конь · c4 белая пешка · e4 белая пешка · c3 белый конь · a2 белая пешка · b2 белая пешка · d2 белая пешка · f2 белая пешка · g2 белая пешка · h2 белая пешка · a1 белая ладья · c1 белый слон · d1 белый ферзь · e1 белый король · f1 белый слон · g1 белый конь · h1 белая ладья | a8 чёрная ладья · b8 чёрный конь · c8 чёрный слон · d8 чёрный ферзь · e8 чёрный король · f8 чёрный слон · h8 чёрная ладья · a7 чёрная пешка · b7 чёрная пешка · c7 чёрная пешка · d7 чёрная пешка · f7 чёрная пешка · g7 чёрная пешка · h7 чёрная пешка · e6 чёрная пешка · f6 чёрный конь · c4 белая пешка · e4 белая пешка · c3 белый конь · a2 белая пешка · b2 белая пешка · d2 белая пешка · f2 белая пешка · g2 белая пешка · h2 белая пешка · a1 белая ладья · c1 белый слон · d1 белый ферзь · e1 белый король · f1 белый слон · g1 белый конь · h1 белая ладья | a8 чёрная ладья · b8 чёрный конь · c8 чёрный слон · d8 чёрный ферзь · e8 чёрный король · f8 чёрный слон · h8 чёрная ладья · a7 чёрная пешка · b7 чёрная пешка · c7 чёрная пешка · d7 чёрная пешка · f7 чёрная пешка · g7 чёрная пешка · h7 чёрная пешка · e6 чёрная пешка · f6 чёрный конь · c4 белая пешка · e4 белая пешка · c3 белый конь · a2 белая пешка · b2 белая пешка · d2 белая пешка · f2 белая пешка · g2 белая пешка · h2 белая пешка · a1 белая ладья · c1 белый слон · d1 белый ферзь · e1 белый король · f1 белый слон · g1 белый конь · h1 белая ладья | 4 |
| 3 | a8 чёрная ладья · b8 чёрный конь · c8 чёрный слон · d8 чёрный ферзь · e8 чёрный король · f8 чёрный слон · h8 чёрная ладья · a7 чёрная пешка · b7 чёрная пешка · c7 чёрная пешка · d7 чёрная пешка · f7 чёрная пешка · g7 чёрная пешка · h7 чёрная пешка · e6 чёрная пешка · f6 чёрный конь · c4 белая пешка · e4 белая пешка · c3 белый конь · a2 белая пешка · b2 белая пешка · d2 белая пешка · f2 белая пешка · g2 белая пешка · h2 белая пешка · a1 белая ладья · c1 белый слон · d1 белый ферзь · e1 белый король · f1 белый слон · g1 белый конь · h1 белая ладья | a8 чёрная ладья · b8 чёрный конь · c8 чёрный слон · d8 чёрный ферзь · e8 чёрный король · f8 чёрный слон · h8 чёрная ладья · a7 чёрная пешка · b7 чёрная пешка · c7 чёрная пешка · d7 чёрная пешка · f7 чёрная пешка · g7 чёрная пешка · h7 чёрная пешка · e6 чёрная пешка · f6 чёрный конь · c4 белая пешка · e4 белая пешка · c3 белый конь · a2 белая пешка · b2 белая пешка · d2 белая пешка · f2 белая пешка · g2 белая пешка · h2 белая пешка · a1 белая ладья · c1 белый слон · d1 белый ферзь · e1 белый король · f1 белый слон · g1 белый конь · h1 белая ладья | a8 чёрная ладья · b8 чёрный конь · c8 чёрный слон · d8 чёрный ферзь · e8 чёрный король · f8 чёрный слон · h8 чёрная ладья · a7 чёрная пешка · b7 чёрная пешка · c7 чёрная пешка · d7 чёрная пешка · f7 чёрная пешка · g7 чёрная пешка · h7 чёрная пешка · e6 чёрная пешка · f6 чёрный конь · c4 белая пешка · e4 белая пешка · c3 белый конь · a2 белая пешка · b2 белая пешка · d2 белая пешка · f2 белая пешка · g2 белая пешка · h2 белая пешка · a1 белая ладья · c1 белый слон · d1 белый ферзь · e1 белый король · f1 белый слон · g1 белый конь · h1 белая ладья | a8 чёрная ладья · b8 чёрный конь · c8 чёрный слон · d8 чёрный ферзь · e8 чёрный король · f8 чёрный слон · h8 чёрная ладья · a7 чёрная пешка · b7 чёрная пешка · c7 чёрная пешка · d7 чёрная пешка · f7 чёрная пешка · g7 чёрная пешка · h7 чёрная пешка · e6 чёрная пешка · f6 чёрный конь · c4 белая пешка · e4 белая пешка · c3 белый конь · a2 белая пешка · b2 белая пешка · d2 белая пешка · f2 белая пешка · g2 белая пешка · h2 белая пешка · a1 белая ладья · c1 белый слон · d1 белый ферзь · e1 белый король · f1 белый слон · g1 белый конь · h1 белая ладья | a8 чёрная ладья · b8 чёрный конь · c8 чёрный слон · d8 чёрный ферзь · e8 чёрный король · f8 чёрный слон · h8 чёрная ладья · a7 чёрная пешка · b7 чёрная пешка · c7 чёрная пешка · d7 чёрная пешка · f7 чёрная пешка · g7 чёрная пешка · h7 чёрная пешка · e6 чёрная пешка · f6 чёрный конь · c4 белая пешка · e4 белая пешка · c3 белый конь · a2 белая пешка · b2 белая пешка · d2 белая пешка · f2 белая пешка · g2 белая пешка · h2 белая пешка · a1 белая ладья · c1 белый слон · d1 белый ферзь · e1 белый король · f1 белый слон · g1 белый конь · h1 белая ладья | a8 чёрная ладья · b8 чёрный конь · c8 чёрный слон · d8 чёрный ферзь · e8 чёрный король · f8 чёрный слон · h8 чёрная ладья · a7 чёрная пешка · b7 чёрная пешка · c7 чёрная пешка · d7 чёрная пешка · f7 чёрная пешка · g7 чёрная пешка · h7 чёрная пешка · e6 чёрная пешка · f6 чёрный конь · c4 белая пешка · e4 белая пешка · c3 белый конь · a2 белая пешка · b2 белая пешка · d2 белая пешка · f2 белая пешка · g2 белая пешка · h2 белая пешка · a1 белая ладья · c1 белый слон · d1 белый ферзь · e1 белый король · f1 белый слон · g1 белый конь · h1 белая ладья | a8 чёрная ладья · b8 чёрный конь · c8 чёрный слон · d8 чёрный ферзь · e8 чёрный король · f8 чёрный слон · h8 чёрная ладья · a7 чёрная пешка · b7 чёрная пешка · c7 чёрная пешка · d7 чёрная пешка · f7 чёрная пешка · g7 чёрная пешка · h7 чёрная пешка · e6 чёрная пешка · f6 чёрный конь · c4 белая пешка · e4 белая пешка · c3 белый конь · a2 белая пешка · b2 белая пешка · d2 белая пешка · f2 белая пешка · g2 белая пешка · h2 белая пешка · a1 белая ладья · c1 белый слон · d1 белый ферзь · e1 белый король · f1 белый слон · g1 белый конь · h1 белая ладья | a8 чёрная ладья · b8 чёрный конь · c8 чёрный слон · d8 чёрный ферзь · e8 чёрный король · f8 чёрный слон · h8 чёрная ладья · a7 чёрная пешка · b7 чёрная пешка · c7 чёрная пешка · d7 чёрная пешка · f7 чёрная пешка · g7 чёрная пешка · h7 чёрная пешка · e6 чёрная пешка · f6 чёрный конь · c4 белая пешка · e4 белая пешка · c3 белый конь · a2 белая пешка · b2 белая пешка · d2 белая пешка · f2 белая пешка · g2 белая пешка · h2 белая пешка · a1 белая ладья · c1 белый слон · d1 белый ферзь · e1 белый король · f1 белый слон · g1 белый конь · h1 белая ладья | 3 |
| 2 | a8 чёрная ладья · b8 чёрный конь · c8 чёрный слон · d8 чёрный ферзь · e8 чёрный король · f8 чёрный слон · h8 чёрная ладья · a7 чёрная пешка · b7 чёрная пешка · c7 чёрная пешка · d7 чёрная пешка · f7 чёрная пешка · g7 чёрная пешка · h7 чёрная пешка · e6 чёрная пешка · f6 чёрный конь · c4 белая пешка · e4 белая пешка · c3 белый конь · a2 белая пешка · b2 белая пешка · d2 белая пешка · f2 белая пешка · g2 белая пешка · h2 белая пешка · a1 белая ладья · c1 белый слон · d1 белый ферзь · e1 белый король · f1 белый слон · g1 белый конь · h1 белая ладья | a8 чёрная ладья · b8 чёрный конь · c8 чёрный слон · d8 чёрный ферзь · e8 чёрный король · f8 чёрный слон · h8 чёрная ладья · a7 чёрная пешка · b7 чёрная пешка · c7 чёрная пешка · d7 чёрная пешка · f7 чёрная пешка · g7 чёрная пешка · h7 чёрная пешка · e6 чёрная пешка · f6 чёрный конь · c4 белая пешка · e4 белая пешка · c3 белый конь · a2 белая пешка · b2 белая пешка · d2 белая пешка · f2 белая пешка · g2 белая пешка · h2 белая пешка · a1 белая ладья · c1 белый слон · d1 белый ферзь · e1 белый король · f1 белый слон · g1 белый конь · h1 белая ладья | a8 чёрная ладья · b8 чёрный конь · c8 чёрный слон · d8 чёрный ферзь · e8 чёрный король · f8 чёрный слон · h8 чёрная ладья · a7 чёрная пешка · b7 чёрная пешка · c7 чёрная пешка · d7 чёрная пешка · f7 чёрная пешка · g7 чёрная пешка · h7 чёрная пешка · e6 чёрная пешка · f6 чёрный конь · c4 белая пешка · e4 белая пешка · c3 белый конь · a2 белая пешка · b2 белая пешка · d2 белая пешка · f2 белая пешка · g2 белая пешка · h2 белая пешка · a1 белая ладья · c1 белый слон · d1 белый ферзь · e1 белый король · f1 белый слон · g1 белый конь · h1 белая ладья | a8 чёрная ладья · b8 чёрный конь · c8 чёрный слон · d8 чёрный ферзь · e8 чёрный король · f8 чёрный слон · h8 чёрная ладья · a7 чёрная пешка · b7 чёрная пешка · c7 чёрная пешка · d7 чёрная пешка · f7 чёрная пешка · g7 чёрная пешка · h7 чёрная пешка · e6 чёрная пешка · f6 чёрный конь · c4 белая пешка · e4 белая пешка · c3 белый конь · a2 белая пешка · b2 белая пешка · d2 белая пешка · f2 белая пешка · g2 белая пешка · h2 белая пешка · a1 белая ладья · c1 белый слон · d1 белый ферзь · e1 белый король · f1 белый слон · g1 белый конь · h1 белая ладья | a8 чёрная ладья · b8 чёрный конь · c8 чёрный слон · d8 чёрный ферзь · e8 чёрный король · f8 чёрный слон · h8 чёрная ладья · a7 чёрная пешка · b7 чёрная пешка · c7 чёрная пешка · d7 чёрная пешка · f7 чёрная пешка · g7 чёрная пешка · h7 чёрная пешка · e6 чёрная пешка · f6 чёрный конь · c4 белая пешка · e4 белая пешка · c3 белый конь · a2 белая пешка · b2 белая пешка · d2 белая пешка · f2 белая пешка · g2 белая пешка · h2 белая пешка · a1 белая ладья · c1 белый слон · d1 белый ферзь · e1 белый король · f1 белый слон · g1 белый конь · h1 белая ладья | a8 чёрная ладья · b8 чёрный конь · c8 чёрный слон · d8 чёрный ферзь · e8 чёрный король · f8 чёрный слон · h8 чёрная ладья · a7 чёрная пешка · b7 чёрная пешка · c7 чёрная пешка · d7 чёрная пешка · f7 чёрная пешка · g7 чёрная пешка · h7 чёрная пешка · e6 чёрная пешка · f6 чёрный конь · c4 белая пешка · e4 белая пешка · c3 белый конь · a2 белая пешка · b2 белая пешка · d2 белая пешка · f2 белая пешка · g2 белая пешка · h2 белая пешка · a1 белая ладья · c1 белый слон · d1 белый ферзь · e1 белый король · f1 белый слон · g1 белый конь · h1 белая ладья | a8 чёрная ладья · b8 чёрный конь · c8 чёрный слон · d8 чёрный ферзь · e8 чёрный король · f8 чёрный слон · h8 чёрная ладья · a7 чёрная пешка · b7 чёрная пешка · c7 чёрная пешка · d7 чёрная пешка · f7 чёрная пешка · g7 чёрная пешка · h7 чёрная пешка · e6 чёрная пешка · f6 чёрный конь · c4 белая пешка · e4 белая пешка · c3 белый конь · a2 белая пешка · b2 белая пешка · d2 белая пешка · f2 белая пешка · g2 белая пешка · h2 белая пешка · a1 белая ладья · c1 белый слон · d1 белый ферзь · e1 белый король · f1 белый слон · g1 белый конь · h1 белая ладья | a8 чёрная ладья · b8 чёрный конь · c8 чёрный слон · d8 чёрный ферзь · e8 чёрный король · f8 чёрный слон · h8 чёрная ладья · a7 чёрная пешка · b7 чёрная пешка · c7 чёрная пешка · d7 чёрная пешка · f7 чёрная пешка · g7 чёрная пешка · h7 чёрная пешка · e6 чёрная пешка · f6 чёрный конь · c4 белая пешка · e4 белая пешка · c3 белый конь · a2 белая пешка · b2 белая пешка · d2 белая пешка · f2 белая пешка · g2 белая пешка · h2 белая пешка · a1 белая ладья · c1 белый слон · d1 белый ферзь · e1 белый король · f1 белый слон · g1 белый конь · h1 белая ладья | 2 |
| 1 | a8 чёрная ладья · b8 чёрный конь · c8 чёрный слон · d8 чёрный ферзь · e8 чёрный король · f8 чёрный слон · h8 чёрная ладья · a7 чёрная пешка · b7 чёрная пешка · c7 чёрная пешка · d7 чёрная пешка · f7 чёрная пешка · g7 чёрная пешка · h7 чёрная пешка · e6 чёрная пешка · f6 чёрный конь · c4 белая пешка · e4 белая пешка · c3 белый конь · a2 белая пешка · b2 белая пешка · d2 белая пешка · f2 белая пешка · g2 белая пешка · h2 белая пешка · a1 белая ладья · c1 белый слон · d1 белый ферзь · e1 белый король · f1 белый слон · g1 белый конь · h1 белая ладья | a8 чёрная ладья · b8 чёрный конь · c8 чёрный слон · d8 чёрный ферзь · e8 чёрный король · f8 чёрный слон · h8 чёрная ладья · a7 чёрная пешка · b7 чёрная пешка · c7 чёрная пешка · d7 чёрная пешка · f7 чёрная пешка · g7 чёрная пешка · h7 чёрная пешка · e6 чёрная пешка · f6 чёрный конь · c4 белая пешка · e4 белая пешка · c3 белый конь · a2 белая пешка · b2 белая пешка · d2 белая пешка · f2 белая пешка · g2 белая пешка · h2 белая пешка · a1 белая ладья · c1 белый слон · d1 белый ферзь · e1 белый король · f1 белый слон · g1 белый конь · h1 белая ладья | a8 чёрная ладья · b8 чёрный конь · c8 чёрный слон · d8 чёрный ферзь · e8 чёрный король · f8 чёрный слон · h8 чёрная ладья · a7 чёрная пешка · b7 чёрная пешка · c7 чёрная пешка · d7 чёрная пешка · f7 чёрная пешка · g7 чёрная пешка · h7 чёрная пешка · e6 чёрная пешка · f6 чёрный конь · c4 белая пешка · e4 белая пешка · c3 белый конь · a2 белая пешка · b2 белая пешка · d2 белая пешка · f2 белая пешка · g2 белая пешка · h2 белая пешка · a1 белая ладья · c1 белый слон · d1 белый ферзь · e1 белый король · f1 белый слон · g1 белый конь · h1 белая ладья | a8 чёрная ладья · b8 чёрный конь · c8 чёрный слон · d8 чёрный ферзь · e8 чёрный король · f8 чёрный слон · h8 чёрная ладья · a7 чёрная пешка · b7 чёрная пешка · c7 чёрная пешка · d7 чёрная пешка · f7 чёрная пешка · g7 чёрная пешка · h7 чёрная пешка · e6 чёрная пешка · f6 чёрный конь · c4 белая пешка · e4 белая пешка · c3 белый конь · a2 белая пешка · b2 белая пешка · d2 белая пешка · f2 белая пешка · g2 белая пешка · h2 белая пешка · a1 белая ладья · c1 белый слон · d1 белый ферзь · e1 белый король · f1 белый слон · g1 белый конь · h1 белая ладья | a8 чёрная ладья · b8 чёрный конь · c8 чёрный слон · d8 чёрный ферзь · e8 чёрный король · f8 чёрный слон · h8 чёрная ладья · a7 чёрная пешка · b7 чёрная пешка · c7 чёрная пешка · d7 чёрная пешка · f7 чёрная пешка · g7 чёрная пешка · h7 чёрная пешка · e6 чёрная пешка · f6 чёрный конь · c4 белая пешка · e4 белая пешка · c3 белый конь · a2 белая пешка · b2 белая пешка · d2 белая пешка · f2 белая пешка · g2 белая пешка · h2 белая пешка · a1 белая ладья · c1 белый слон · d1 белый ферзь · e1 белый король · f1 белый слон · g1 белый конь · h1 белая ладья | a8 чёрная ладья · b8 чёрный конь · c8 чёрный слон · d8 чёрный ферзь · e8 чёрный король · f8 чёрный слон · h8 чёрная ладья · a7 чёрная пешка · b7 чёрная пешка · c7 чёрная пешка · d7 чёрная пешка · f7 чёрная пешка · g7 чёрная пешка · h7 чёрная пешка · e6 чёрная пешка · f6 чёрный конь · c4 белая пешка · e4 белая пешка · c3 белый конь · a2 белая пешка · b2 белая пешка · d2 белая пешка · f2 белая пешка · g2 белая пешка · h2 белая пешка · a1 белая ладья · c1 белый слон · d1 белый ферзь · e1 белый король · f1 белый слон · g1 белый конь · h1 белая ладья | a8 чёрная ладья · b8 чёрный конь · c8 чёрный слон · d8 чёрный ферзь · e8 чёрный король · f8 чёрный слон · h8 чёрная ладья · a7 чёрная пешка · b7 чёрная пешка · c7 чёрная пешка · d7 чёрная пешка · f7 чёрная пешка · g7 чёрная пешка · h7 чёрная пешка · e6 чёрная пешка · f6 чёрный конь · c4 белая пешка · e4 белая пешка · c3 белый конь · a2 белая пешка · b2 белая пешка · d2 белая пешка · f2 белая пешка · g2 белая пешка · h2 белая пешка · a1 белая ладья · c1 белый слон · d1 белый ферзь · e1 белый король · f1 белый слон · g1 белый конь · h1 белая ладья | a8 чёрная ладья · b8 чёрный конь · c8 чёрный слон · d8 чёрный ферзь · e8 чёрный король · f8 чёрный слон · h8 чёрная ладья · a7 чёрная пешка · b7 чёрная пешка · c7 чёрная пешка · d7 чёрная пешка · f7 чёрная пешка · g7 чёрная пешка · h7 чёрная пешка · e6 чёрная пешка · f6 чёрный конь · c4 белая пешка · e4 белая пешка · c3 белый конь · a2 белая пешка · b2 белая пешка · d2 белая пешка · f2 белая пешка · g2 белая пешка · h2 белая пешка · a1 белая ладья · c1 белый слон · d1 белый ферзь · e1 белый король · f1 белый слон · g1 белый конь · h1 белая ладья | 1 |
|   | a | b | c | d | e | f | g | h |   |

Флор внес существенный вклад в развитие защиты Каро — Канн, которую постоянно применял на протяжении многих лет.
Именем Флора называется разветвление защиты Грюнфельда, возникающее после 1. d4 Кf6 2. c4 g6 3. Кc3 d5 4. Кf3 Сg7 5. Фa4+. После лучшего ответа чёрных 5... Сd7 белые обычно играют 6. Фb3. Теперь чёрные имеют выбор между 6... dc 7. Ф:c4 0—0 8. e4, переводящим игру в русскую систему, и 6... Сc6, после чего возникают варианты, имеющие самостоятельное значение, в которых белые обычно имеют небольшой перевес.
Также имя Флора носит система в сицилианской защите: 1. e4 c5 2. Кf3 Кc6 3. d4 cd 4. К:d4 Фc7, впервые примененная им в партии с И. А. Каном (Москва, 1936 г.). Поражение чёрных и отрицательное мнение, высказанное Каном и другими комментаторами партии, не повлияли на популярность этого продолжения.
Флор, наряду с В. И. Микенасом, был первопроходцем системы 1. c4 Кf6 2. Кc3 e6 3. e4 в английском начале. В современной литературе по теории дебютов данное разветвление называют системой Микенаса — Флора.

## Спортивные результаты
| Год         | Город                   | Соревнование                                            | +   | −   | =   | Результат | Место               |
| ----------- | ----------------------- | ------------------------------------------------------- | --- | --- | --- | --------- | ------------------- |
| 1927        | Хеб                     | Турнир чехословацких шахматистов                        | 6   | 1   | 4   | 8 из 11   | 1—2                 |
|             | Прага                   | Мемориал В. Каутского                                   | 9   | 3   | 0   | 9 из 12   | 3                   |
| 1928        | Шумперк                 | Турнир чехословацких шахматистов                        | 4   | 0   | 3   | 5½ из 7   | 2                   |
|             | Прага                   | Мемориал В. Каутского                                   | 11  | 1   | 1   | 11½ из 13 | 1                   |
|             | Прага                   | Турнир фирмы «Евон»                                     | 8   | 3   | 4   | 10 из 15  | 4                   |
|             | Прага                   | Турнир пражского шахматного клуба                       | 5   | 3   | 0   | 5 из 8    | 3                   |
| 1929        | Кралики                 | Турнир чехословацких шахматистов                        | 4   | 0   | 2   | 5 из 6    | 1                   |
|             | Прага                   | Первенство Праги                                        | 6   | 2   | 3   | 7½ из 12  | 2—5                 |
|             | Прага                   | Мемориал В. Каутского                                   | 7   | 1   | 3   | 8½ из 11  | 1                   |
|             | Рогашка-Слатина         | Международный турнир                                    | 8   | 2   | 5   | 10½ из 15 | 2                   |
| 1929 / 1930 | Гастингс                | Международный турнир (побочный турнир)                  | 5   | 3   | 1   | 5½ из 9   | 3—4                 |
| 1930        | Свинемюнде              | Международный турнир                                    | 4   | 0   | 5   | 6½ из 9   | 2                   |
|             | Прага                   | Мемориал В. Каутского                                   | 10  | 1   | 1   | 10½ из 12 | 1                   |
|             | Прага                   | Первенство Праги                                        | 12  | 2   | 1   | 12½ из 15 | 1                   |
|             | Билина                  | Турнир чехословацких шахматистов                        | 4   | 1   | 3   | 5½ из 8   | 2                   |
|             | Прага                   | Турнир чехословацких мастеров                           | 4   | 0   | 1   | 4½ из 5   | 1                   |
|             | Гамбург                 | III Олимпиада (сборная Чехословакии, 1-я доска)         | 14  | 2   | 1   | 14½ из 17 |                     |
|             | Прага                   | Турнир Чехословацкого шахматного союза                  | 8   | 2   | 2   | 9 из 12   | 1                   |
|             | Цвиккау                 | Международный турнир                                    | 5   | 1   | 1   | 5½ из 7   | 2                   |
|             | Липтовски-Свата-Ян      | Международный турнир                                    | 7   | 1   | 2   | 8 из 10   | 1—3                 |
|             | Антверпен               | Международный турнир                                    | 2   | 0   | 3   | 3½ из 5   | 1                   |
|             | Штубнянске-Теплице      | Международный турнир                                    | 7   | 4   | 1   | 7½ из 12  | 3—4                 |
| 1930 / 1931 | Гастингс                | Международный турнир (побочный турнир)                  | 7   | 0   | 2   | 8 из 9    | 1                   |
| 1931        | Брно                    | Международный турнир                                    | 8   | 2   | 1   | 8½ из 11  | 1                   |
|             | Прага                   | Мемориал В. Каутского                                   | 10  | 1   | 1   | 10½ из 12 | 1                   |
|             | Прага                   | Международный турнир                                    | 5   | 2   | 4   | 7 из 11   | 3                   |
|             | Прага                   | IV Олимпиада (сборная Чехословакии, 1-я доска)          | 8   | 4   | 6   | 11 из 18  |                     |
|             | Блед                    | Международный турнир                                    | 8   | 7   | 11  | 13½ из 26 | 4—7                 |
|             | Гётеборг                | Международный турнир                                    | 3   | 0   | 4   | 5 из 7    | 1—3                 |
|             | Гётеборг — Прага        | Матч с Г. Штольцем                                      | 7   | 5   | 3   | 8½ : 6½   |                     |
| 1931 / 1932 | Гастингс                | Международный турнир                                    | 7   | 0   | 2   | 8 из 9    | 1                   |
| 1932        | Лондон                  | Международный турнир                                    | 6   | 1   | 4   | 8 из 11   | 2                   |
|             | Амстердам — Карлсбад    | Матч с М. Эйве                                          | 3   | 3   | 10  | 8 : 8     |                     |
|             | Слиач                   | Международный турнир                                    | 6   | 0   | 7   | 9½ из 13  | 1—2                 |
|             | Прага                   | Мемориал В. Каутского                                   | 7   | 3   | 3   | 8½ из 13  | 6—8                 |
|             | Берн                    | Международный турнир                                    | 9   | 1   | 5   | 11½ из 15 | 2—3                 |
|             | Роттердам               | Матч с С. Ландау                                        | 1   | 0   | 3   | 2½ : 1½   |                     |
|             | Лондон                  | Матч с М. Султан-Ханом                                  | 2   | 1   | 3   | 3½ : 2½   |                     |
|             | Гаага                   | Матч с Й. ван ден Босхом                                | 4   | 0   | 4   | 6 : 2     |                     |
|             | Антверпен               | Международный турнир                                    | 3   | 1   | 1   | 3½ из 5   | 2                   |
| 1932 / 1933 | Гастингс                | Международный турнир                                    | 5   | 0   | 4   | 7 из 9    | 1                   |
| 1933        | Мнихово-Градиште        | Чемпионат Чехословакии                                  | 5   | 2   | 6   | 8 из 13   | 1—2                 |
|             | Схевенинген             | Международный турнир                                    | 5   | 0   | 2   | 6 из 7    | 1                   |
|             | Берн                    | Международный турнир                                    | 3   | 1   | 2   | 4 из 7    | 2                   |
|             | Арозо                   | Матч с Г. Гробом                                        | 4   | 1   | 1   | 4½ : 1½   |                     |
|             | Берн                    | Матч с О. Негели                                        | 3   | 1   | 2   | 4 : 2     |                     |
|             | Фолкстон                | V Олимпиада (сборная Чехословакии, 1-я доска)           | 6   | 2   | 6   | 9 из 14   |                     |
|             | Ленинград — Москва      | Матч с М. М. Ботвинником                                | 2   | 2   | 8   | 6 : 6     |                     |
| 1933 / 1934 | Гастингс                | Международный турнир                                    | 5   | 0   | 4   | 7 из 9    | 1                   |
| 1934        | Уйпешт                  | Международный турнир                                    | 4   | 1   | 10  | 9 из 15   | 3—4                 |
|             | Цюрих                   | Международный турнир                                    | 9   | 0   | 6   | 12 из 15  | 2—3                 |
|             | Бад-Либенверда          | Международный турнир                                    | 8   | 0   | 3   | 9½ из 11  | 1                   |
| 1934 / 1935 | Гастингс                | Международный турнир                                    | 4   | 0   | 5   | 6½ из 9   | 1—3                 |
| 1935        | Москва                  | Международный турнир                                    | 7   | 0   | 12  | 13 из 19  | 1—2                 |
|             | Росас                   | Международный турнир                                    | 8   | 1   | 0   | 8 из 9    | 1                   |
|             | Барселона               | Международный турнир                                    | 7   | 0   | 2   | 8 из 9    | 1—2                 |
|             | Варшава                 | VI Олимпиада (сборная Чехословакии, 1-я доска)          | 9   | 0   | 7   | 12½ из 16 |                     |
| 1935 / 1936 | Гастингс                | Международный турнир                                    | 5   | 1   | 3   | 6½ из 9   | 2                   |
| 1936        | Маргит                  | Международный турнир                                    | 6   | 0   | 3   | 7½ из 9   | 1                   |
|             | Москва                  | Международный турнир                                    | 5   | 4   | 9   | 9½ из 17  | 3                   |
|             | Подебрады               | Международный турнир                                    | 10  | 1   | 6   | 13 из 17  | 1                   |
|             | Ноттингем               | Международный турнир                                    | 6   | 3   | 5   | 8½ из 14  | 7—8                 |
|             | Осло                    | Международный турнир                                    | 5   | 0   | 2   | 6 из 7    | 2                   |
| 1937        | Пярну                   | Международный турнир                                    | 3   | 1   | 3   | 4½ из 7   | 2—4                 |
|             | Кемери                  | Международный турнир                                    | 7   | 0   | 10  | 12 из 17  | 1—3                 |
|             | Стокгольм               | VII Олимпиада (сборная Чехословакии, 1-я доска)         | 9   | 0   | 7   | 12½ из 16 |                     |
|             | Земмеринг — Баден       | Международный турнир                                    | 2   | 2   | 10  | 7 из 14   | 5                   |
| 1938        | Каунас                  | Матч с В. И. Микенасом                                  | 6   | 0   | 4   | 8 : 2     |                     |
|             | Нидерланды              | АВРО-турнир                                             | 0   | 5   | 9   | 4½ из 14  | 8                   |
| 1939        | Ленинград — Москва      | Международный турнир                                    | 8   | 1   | 8   | 12 из 17  | 1                   |
|             | Кемери                  | Международный турнир                                    | 9   | 0   | 6   | 12 из 15  | 1                   |
|             | Маргит                  | Международный турнир                                    | 5   | 1   | 3   | 6½ из 9   | 2—3                 |
|             | Амстердам               | Международный турнир                                    | 5   | 2   | 3   | 6½ из 10  | 2                   |
|             | Борнмут                 | Международный турнир                                    | 7   | 1   | 3   | 8½ из 11  | 2—3                 |
|             | Гётеборг                | Международный турнир                                    | 9   | 0   | 2   | 10 из 11  | 1—2                 |
| 1943        | Баку                    | Турнир советских мастеров                               | 5   | 1   | 2   | 6 из 8    | 1                   |
| 1944        | Москва                  | Полуфинал 13-го чемпионата СССР                         | 8   | 1   | 6   | 11 из 15  | 2                   |
|             | Киев                    | Первенство ДСО «Большевик»                              | 6   | 0   | 5   | 8½ из 11  | 1—2                 |
|             | Москва                  | 13-й чемпионат СССР                                     | 5   | 2   | 9   | 9½ из 16  | 4                   |
| 1944 / 1945 | Москва                  | Первенство Москвы                                       | 5   | 2   | 9   | 9½ из 16  | 4                   |
| 1945        |                         | Радиоматч СССР — США (4-я доска, против И. Горовица)    | 1   | 1   | 0   | 1 из 2    |                     |
|             | Москва                  | 14-й чемпионат СССР                                     | 1   | 2   | 0   | 1 из 3    | выбыл               |
|             | Москва                  | Командное первенство ВЦСПС                              | 3   | 0   | 2   | 4 из 5    |                     |
| 1946        |                         | Радиоматч СССР — Англия (против У. Фэйрхерста)          | 1   | 0   | 1   | 1½ из 2   |                     |
|             | Таллин                  | Чемпионат Эстонской ССР                                 | 10  | 2   | 3   | 11½ из 15 | 4—5                 |
|             | Гронинген               | Международный турнир                                    | 4   | 1   | 14  | 11 из 19  | 6—7                 |
|             | Москва                  | Матч СССР — США (5-я доска, против Г. Стейнера)         | 1   | 0   | 1   | 1½ из 2   |                     |
| 1947        | Ленинград               | 15-й чемпионат СССР                                     | 5   | 3   | 11  | 10½ из 19 | 7—8                 |
|             | Пярну                   | Турнир советских мастеров                               | 3   | 2   | 8   | 7 из 13   | 8                   |
|             | Лондон                  | Матч СССР — Англия (против У. Фэйрхерста)               | 0   | 0   | 2   | 1 из 2    |                     |
|             | Ленинград               | Командное первенство ВЦСПС                              | 3   | 0   | 4   | 5 из 7    |                     |
| 1948        | Сальтшобаден            | Межзональный турнир                                     | 3   | 1   | 15  | 10½ из 19 | 6—9                 |
|             | Ленинград               | Командное первенство СССР (сборная Москвы, 3-я доска)   | 4   | 1   | 1   | 4½ из 6   | Команда — чемпион   |
|             | Москва                  | 16-й чемпионат СССР                                     | 4   | 1   | 13  | 10½ из 18 | 4                   |
| 1949        | Будапешт — Москва       | Матч-турнир Москва — Будапешт                           | 5   | 2   | 9   | 9½ из 16  |                     |
|             | Одесса                  | Первенство ЦС ДСО «Большевик»                           | 8   | 0   | 9   | 12½ из 17 | 2                   |
|             | Москва                  | 17-й чемпионат СССР                                     | 3   | 4   | 12  | 9 из 19   | 11                  |
| 1950        | Будапешт                | Турнир претендентов                                     | 1   | 5   | 12  | 7 из 18   | 8—10                |
|             | Тарту                   | Полуфинал 18-го чемпионата СССР                         | 7   | 1   | 7   | 10½ из 15 | 1                   |
|             | Москва                  | 18-й чемпионат СССР                                     | 5   | 4   | 8   | 9 из 17   | 7—10                |
| 1951        | Львов                   | Полуфинал 19-го чемпионата СССР                         |     |     |     |           |                     |
|             | Тбилиси                 | Командное первенство СССР (сборная Москвы, 2-я доска)   | 2   | 0   | 3   | 3½ из 5   | Команда — 2-е место |
|             | Москва                  | 19-й чемпионат СССР                                     | 4   | 3   | 10  | 9 из 17   | 9—10                |
| 1952        | Москва                  | Первенство Москвы                                       | 4   | 2   | 9   | 8½ из 15  | 5—7                 |
| 1953        | Вена                    | Матч СССР — Австрия (против Х. Ламберта)                | 1   | 0   | 1   | 1½ из 2   |                     |
|             | Москва                  | Первенство Москвы                                       | 5   | 2   | 8   | 8 из 15   | 4—5                 |
|             | Москва                  | Полуфинал 21-го чемпионата СССР                         | 2   | 3   | 7   | 5½ из 12  | 5                   |
| 1954        | Киев                    | 21-й чемпионат СССР                                     | 2   | 4   | 13  | 8½ из 19  | 12—13               |
|             | Монтевидео              | Матч Уругвай — СССР (против Э. Ротунно и Р. Калкштейна) | 2   | 0   | 0   | 2 из 2    |                     |
|             | Ереван                  | Полуфинал 22-го чемпионата СССР                         | 7   | 1   | 12  | 13 из 20  | 3—4                 |
| 1955        | Москва                  | 22-й чемпионат СССР                                     | 2   | 3   | 14  | 9 из 19   | 13—14               |
|             | Москва                  | Первенство Москвы                                       | 6   | 3   | 6   | 9 из 15   | 2                   |
|             | Лодзь                   | Матч Польша — СССР (против Р. Двожиньского)             | 1   | 0   | 1   | 1½ из 2   |                     |
|             | Пярну                   | Турнир советских шахматистов                            |     |     |     |           | [ 18 ]              |
| 1956        | Прага — Марианске-Лазне | Международный турнир                                    | 5   | 0   | 14  | 12 из 19  | 3—4                 |
| 1957        | Киев                    | 26-й чемпионат Украинской ССР (вне конкурса)            | 8   | 0   | 9   | 12½ из 17 | 1—2                 |
| 1958        | Гётеборг                | Международный турнир                                    | 4   | 0   | 3   | 5½ из 7   | 1                   |
|             | Вагенинген              | Международный турнир                                    | 1   | 0   | 4   | 3 из 5    | 2—3                 |
| 1959        | Ленинград               | Матч Ленинград — Москва (против И. З. Бондаревского)    | 0   | 0   | 2   | 1 из 2    |                     |
| 1960        | Бевервейк               | Международный турнир                                    | 2   | 1   | 6   | 5 из 9    | 4—5                 |
|             | Балатонфюред            | Мемориал Л. Асталоша                                    | 2   | 2   | 7   | 5½ из 11  | 6—7                 |
|             | Москва                  | Матч Москва — Ленинград (против В. В. Шишкина)          | 1   | 1   | 0   | 1 из 2    |                     |
|             | Вильнюс                 | Полуфинал 28-го чемпионата СССР                         | 3   | 2   | 12  | 9 из 17   | 9                   |
| 1961 / 1962 | Гастингс                | Международный турнир                                    | 3   | 1   | 5   | 5½ из 9   | 3                   |
| 1962        | Стокгольм               | Международный турнир                                    | 3   | 1   | 5   | 5½ из 9   | 3                   |
|             | Ленинград               | Матч Ленинград — Москва (против С. А. Фурмана)          | 0   | 1   | 1   | ½ из 2    |                     |
| 1963        | Амстердам               | Международный турнир                                    | 2   | 0   | 3   | 3½ из 5   | 2                   |
| 1965        | Сочи                    | Мемориал М. И. Чигорина                                 | 2   | 1   | 12  | 8 из 15   | 6—7                 |
|             | Нордвейк                | Международный турнир                                    | 1   | 0   | 6   | 4 из 7    | 3                   |
| 1966        | Амстердам               | Международный турнир                                    | 1   | 0   | 8   | 5 из 9    | 3                   |
| 1967        | Поляница-Здруй          | Мемориал А. К. Рубинштейна                              | 3   | 0   | 12  | 9 из 15   | 4—6                 |
| 1969        |                         | Мемориал Р. Рети                                        |     |     |     |           | [ 20 ]              |
|             |                         |                                                         | 625 | 160 | 630 |           |                     |

## Стиль игры
Флор начинал шахматную карьеру как игрок атакующего стиля, но впоследствии его стиль стал более универсальным. В период наивысших достижений игра Флора отличалась умением накапливать и реализовывать небольшое преимущество, высокой техникой эндшпиля, мастерством в защите. Некоторые партии Флора считаются классическими образцами эндшпильной техники — например, 6-я партия матча Ботвинник — Флор (1933). Неоднократно отмечалось, что зрелый Флор был «непробиваемым» и редко проигрывал, но при этом в его турнирных результатах был высок процент ничьих.

## Примечательные партии

### Евсеев — Флор
Первенство ДСО «Большевик», 1949
|   | a | b | c | d | e | f | g | h |   |
| - | --- | --- | --- | --- | --- | --- | --- | --- | - |
| 8 | c8 чёрная ладья · h8 чёрная ладья · a7 чёрная пешка · b7 чёрный слон · e7 чёрный слон · f7 чёрная пешка · g7 чёрный король · b6 чёрная пешка · e6 чёрная пешка · f6 белый конь · g6 чёрная пешка · e5 белая пешка · d4 чёрный ферзь · f4 белая пешка · e3 белый ферзь · a2 белая пешка · b2 белая пешка · g2 белая пешка · h2 белая пешка · a1 белая ладья · c1 белый слон · f1 белая ладья · h1 белый король | c8 чёрная ладья · h8 чёрная ладья · a7 чёрная пешка · b7 чёрный слон · e7 чёрный слон · f7 чёрная пешка · g7 чёрный король · b6 чёрная пешка · e6 чёрная пешка · f6 белый конь · g6 чёрная пешка · e5 белая пешка · d4 чёрный ферзь · f4 белая пешка · e3 белый ферзь · a2 белая пешка · b2 белая пешка · g2 белая пешка · h2 белая пешка · a1 белая ладья · c1 белый слон · f1 белая ладья · h1 белый король | c8 чёрная ладья · h8 чёрная ладья · a7 чёрная пешка · b7 чёрный слон · e7 чёрный слон · f7 чёрная пешка · g7 чёрный король · b6 чёрная пешка · e6 чёрная пешка · f6 белый конь · g6 чёрная пешка · e5 белая пешка · d4 чёрный ферзь · f4 белая пешка · e3 белый ферзь · a2 белая пешка · b2 белая пешка · g2 белая пешка · h2 белая пешка · a1 белая ладья · c1 белый слон · f1 белая ладья · h1 белый король | c8 чёрная ладья · h8 чёрная ладья · a7 чёрная пешка · b7 чёрный слон · e7 чёрный слон · f7 чёрная пешка · g7 чёрный король · b6 чёрная пешка · e6 чёрная пешка · f6 белый конь · g6 чёрная пешка · e5 белая пешка · d4 чёрный ферзь · f4 белая пешка · e3 белый ферзь · a2 белая пешка · b2 белая пешка · g2 белая пешка · h2 белая пешка · a1 белая ладья · c1 белый слон · f1 белая ладья · h1 белый король | c8 чёрная ладья · h8 чёрная ладья · a7 чёрная пешка · b7 чёрный слон · e7 чёрный слон · f7 чёрная пешка · g7 чёрный король · b6 чёрная пешка · e6 чёрная пешка · f6 белый конь · g6 чёрная пешка · e5 белая пешка · d4 чёрный ферзь · f4 белая пешка · e3 белый ферзь · a2 белая пешка · b2 белая пешка · g2 белая пешка · h2 белая пешка · a1 белая ладья · c1 белый слон · f1 белая ладья · h1 белый король | c8 чёрная ладья · h8 чёрная ладья · a7 чёрная пешка · b7 чёрный слон · e7 чёрный слон · f7 чёрная пешка · g7 чёрный король · b6 чёрная пешка · e6 чёрная пешка · f6 белый конь · g6 чёрная пешка · e5 белая пешка · d4 чёрный ферзь · f4 белая пешка · e3 белый ферзь · a2 белая пешка · b2 белая пешка · g2 белая пешка · h2 белая пешка · a1 белая ладья · c1 белый слон · f1 белая ладья · h1 белый король | c8 чёрная ладья · h8 чёрная ладья · a7 чёрная пешка · b7 чёрный слон · e7 чёрный слон · f7 чёрная пешка · g7 чёрный король · b6 чёрная пешка · e6 чёрная пешка · f6 белый конь · g6 чёрная пешка · e5 белая пешка · d4 чёрный ферзь · f4 белая пешка · e3 белый ферзь · a2 белая пешка · b2 белая пешка · g2 белая пешка · h2 белая пешка · a1 белая ладья · c1 белый слон · f1 белая ладья · h1 белый король | c8 чёрная ладья · h8 чёрная ладья · a7 чёрная пешка · b7 чёрный слон · e7 чёрный слон · f7 чёрная пешка · g7 чёрный король · b6 чёрная пешка · e6 чёрная пешка · f6 белый конь · g6 чёрная пешка · e5 белая пешка · d4 чёрный ферзь · f4 белая пешка · e3 белый ферзь · a2 белая пешка · b2 белая пешка · g2 белая пешка · h2 белая пешка · a1 белая ладья · c1 белый слон · f1 белая ладья · h1 белый король | 8 |
| 7 | c8 чёрная ладья · h8 чёрная ладья · a7 чёрная пешка · b7 чёрный слон · e7 чёрный слон · f7 чёрная пешка · g7 чёрный король · b6 чёрная пешка · e6 чёрная пешка · f6 белый конь · g6 чёрная пешка · e5 белая пешка · d4 чёрный ферзь · f4 белая пешка · e3 белый ферзь · a2 белая пешка · b2 белая пешка · g2 белая пешка · h2 белая пешка · a1 белая ладья · c1 белый слон · f1 белая ладья · h1 белый король | c8 чёрная ладья · h8 чёрная ладья · a7 чёрная пешка · b7 чёрный слон · e7 чёрный слон · f7 чёрная пешка · g7 чёрный король · b6 чёрная пешка · e6 чёрная пешка · f6 белый конь · g6 чёрная пешка · e5 белая пешка · d4 чёрный ферзь · f4 белая пешка · e3 белый ферзь · a2 белая пешка · b2 белая пешка · g2 белая пешка · h2 белая пешка · a1 белая ладья · c1 белый слон · f1 белая ладья · h1 белый король | c8 чёрная ладья · h8 чёрная ладья · a7 чёрная пешка · b7 чёрный слон · e7 чёрный слон · f7 чёрная пешка · g7 чёрный король · b6 чёрная пешка · e6 чёрная пешка · f6 белый конь · g6 чёрная пешка · e5 белая пешка · d4 чёрный ферзь · f4 белая пешка · e3 белый ферзь · a2 белая пешка · b2 белая пешка · g2 белая пешка · h2 белая пешка · a1 белая ладья · c1 белый слон · f1 белая ладья · h1 белый король | c8 чёрная ладья · h8 чёрная ладья · a7 чёрная пешка · b7 чёрный слон · e7 чёрный слон · f7 чёрная пешка · g7 чёрный король · b6 чёрная пешка · e6 чёрная пешка · f6 белый конь · g6 чёрная пешка · e5 белая пешка · d4 чёрный ферзь · f4 белая пешка · e3 белый ферзь · a2 белая пешка · b2 белая пешка · g2 белая пешка · h2 белая пешка · a1 белая ладья · c1 белый слон · f1 белая ладья · h1 белый король | c8 чёрная ладья · h8 чёрная ладья · a7 чёрная пешка · b7 чёрный слон · e7 чёрный слон · f7 чёрная пешка · g7 чёрный король · b6 чёрная пешка · e6 чёрная пешка · f6 белый конь · g6 чёрная пешка · e5 белая пешка · d4 чёрный ферзь · f4 белая пешка · e3 белый ферзь · a2 белая пешка · b2 белая пешка · g2 белая пешка · h2 белая пешка · a1 белая ладья · c1 белый слон · f1 белая ладья · h1 белый король | c8 чёрная ладья · h8 чёрная ладья · a7 чёрная пешка · b7 чёрный слон · e7 чёрный слон · f7 чёрная пешка · g7 чёрный король · b6 чёрная пешка · e6 чёрная пешка · f6 белый конь · g6 чёрная пешка · e5 белая пешка · d4 чёрный ферзь · f4 белая пешка · e3 белый ферзь · a2 белая пешка · b2 белая пешка · g2 белая пешка · h2 белая пешка · a1 белая ладья · c1 белый слон · f1 белая ладья · h1 белый король | c8 чёрная ладья · h8 чёрная ладья · a7 чёрная пешка · b7 чёрный слон · e7 чёрный слон · f7 чёрная пешка · g7 чёрный король · b6 чёрная пешка · e6 чёрная пешка · f6 белый конь · g6 чёрная пешка · e5 белая пешка · d4 чёрный ферзь · f4 белая пешка · e3 белый ферзь · a2 белая пешка · b2 белая пешка · g2 белая пешка · h2 белая пешка · a1 белая ладья · c1 белый слон · f1 белая ладья · h1 белый король | c8 чёрная ладья · h8 чёрная ладья · a7 чёрная пешка · b7 чёрный слон · e7 чёрный слон · f7 чёрная пешка · g7 чёрный король · b6 чёрная пешка · e6 чёрная пешка · f6 белый конь · g6 чёрная пешка · e5 белая пешка · d4 чёрный ферзь · f4 белая пешка · e3 белый ферзь · a2 белая пешка · b2 белая пешка · g2 белая пешка · h2 белая пешка · a1 белая ладья · c1 белый слон · f1 белая ладья · h1 белый король | 7 |
| 6 | c8 чёрная ладья · h8 чёрная ладья · a7 чёрная пешка · b7 чёрный слон · e7 чёрный слон · f7 чёрная пешка · g7 чёрный король · b6 чёрная пешка · e6 чёрная пешка · f6 белый конь · g6 чёрная пешка · e5 белая пешка · d4 чёрный ферзь · f4 белая пешка · e3 белый ферзь · a2 белая пешка · b2 белая пешка · g2 белая пешка · h2 белая пешка · a1 белая ладья · c1 белый слон · f1 белая ладья · h1 белый король | c8 чёрная ладья · h8 чёрная ладья · a7 чёрная пешка · b7 чёрный слон · e7 чёрный слон · f7 чёрная пешка · g7 чёрный король · b6 чёрная пешка · e6 чёрная пешка · f6 белый конь · g6 чёрная пешка · e5 белая пешка · d4 чёрный ферзь · f4 белая пешка · e3 белый ферзь · a2 белая пешка · b2 белая пешка · g2 белая пешка · h2 белая пешка · a1 белая ладья · c1 белый слон · f1 белая ладья · h1 белый король | c8 чёрная ладья · h8 чёрная ладья · a7 чёрная пешка · b7 чёрный слон · e7 чёрный слон · f7 чёрная пешка · g7 чёрный король · b6 чёрная пешка · e6 чёрная пешка · f6 белый конь · g6 чёрная пешка · e5 белая пешка · d4 чёрный ферзь · f4 белая пешка · e3 белый ферзь · a2 белая пешка · b2 белая пешка · g2 белая пешка · h2 белая пешка · a1 белая ладья · c1 белый слон · f1 белая ладья · h1 белый король | c8 чёрная ладья · h8 чёрная ладья · a7 чёрная пешка · b7 чёрный слон · e7 чёрный слон · f7 чёрная пешка · g7 чёрный король · b6 чёрная пешка · e6 чёрная пешка · f6 белый конь · g6 чёрная пешка · e5 белая пешка · d4 чёрный ферзь · f4 белая пешка · e3 белый ферзь · a2 белая пешка · b2 белая пешка · g2 белая пешка · h2 белая пешка · a1 белая ладья · c1 белый слон · f1 белая ладья · h1 белый король | c8 чёрная ладья · h8 чёрная ладья · a7 чёрная пешка · b7 чёрный слон · e7 чёрный слон · f7 чёрная пешка · g7 чёрный король · b6 чёрная пешка · e6 чёрная пешка · f6 белый конь · g6 чёрная пешка · e5 белая пешка · d4 чёрный ферзь · f4 белая пешка · e3 белый ферзь · a2 белая пешка · b2 белая пешка · g2 белая пешка · h2 белая пешка · a1 белая ладья · c1 белый слон · f1 белая ладья · h1 белый король | c8 чёрная ладья · h8 чёрная ладья · a7 чёрная пешка · b7 чёрный слон · e7 чёрный слон · f7 чёрная пешка · g7 чёрный король · b6 чёрная пешка · e6 чёрная пешка · f6 белый конь · g6 чёрная пешка · e5 белая пешка · d4 чёрный ферзь · f4 белая пешка · e3 белый ферзь · a2 белая пешка · b2 белая пешка · g2 белая пешка · h2 белая пешка · a1 белая ладья · c1 белый слон · f1 белая ладья · h1 белый король | c8 чёрная ладья · h8 чёрная ладья · a7 чёрная пешка · b7 чёрный слон · e7 чёрный слон · f7 чёрная пешка · g7 чёрный король · b6 чёрная пешка · e6 чёрная пешка · f6 белый конь · g6 чёрная пешка · e5 белая пешка · d4 чёрный ферзь · f4 белая пешка · e3 белый ферзь · a2 белая пешка · b2 белая пешка · g2 белая пешка · h2 белая пешка · a1 белая ладья · c1 белый слон · f1 белая ладья · h1 белый король | c8 чёрная ладья · h8 чёрная ладья · a7 чёрная пешка · b7 чёрный слон · e7 чёрный слон · f7 чёрная пешка · g7 чёрный король · b6 чёрная пешка · e6 чёрная пешка · f6 белый конь · g6 чёрная пешка · e5 белая пешка · d4 чёрный ферзь · f4 белая пешка · e3 белый ферзь · a2 белая пешка · b2 белая пешка · g2 белая пешка · h2 белая пешка · a1 белая ладья · c1 белый слон · f1 белая ладья · h1 белый король | 6 |
| 5 | c8 чёрная ладья · h8 чёрная ладья · a7 чёрная пешка · b7 чёрный слон · e7 чёрный слон · f7 чёрная пешка · g7 чёрный король · b6 чёрная пешка · e6 чёрная пешка · f6 белый конь · g6 чёрная пешка · e5 белая пешка · d4 чёрный ферзь · f4 белая пешка · e3 белый ферзь · a2 белая пешка · b2 белая пешка · g2 белая пешка · h2 белая пешка · a1 белая ладья · c1 белый слон · f1 белая ладья · h1 белый король | c8 чёрная ладья · h8 чёрная ладья · a7 чёрная пешка · b7 чёрный слон · e7 чёрный слон · f7 чёрная пешка · g7 чёрный король · b6 чёрная пешка · e6 чёрная пешка · f6 белый конь · g6 чёрная пешка · e5 белая пешка · d4 чёрный ферзь · f4 белая пешка · e3 белый ферзь · a2 белая пешка · b2 белая пешка · g2 белая пешка · h2 белая пешка · a1 белая ладья · c1 белый слон · f1 белая ладья · h1 белый король | c8 чёрная ладья · h8 чёрная ладья · a7 чёрная пешка · b7 чёрный слон · e7 чёрный слон · f7 чёрная пешка · g7 чёрный король · b6 чёрная пешка · e6 чёрная пешка · f6 белый конь · g6 чёрная пешка · e5 белая пешка · d4 чёрный ферзь · f4 белая пешка · e3 белый ферзь · a2 белая пешка · b2 белая пешка · g2 белая пешка · h2 белая пешка · a1 белая ладья · c1 белый слон · f1 белая ладья · h1 белый король | c8 чёрная ладья · h8 чёрная ладья · a7 чёрная пешка · b7 чёрный слон · e7 чёрный слон · f7 чёрная пешка · g7 чёрный король · b6 чёрная пешка · e6 чёрная пешка · f6 белый конь · g6 чёрная пешка · e5 белая пешка · d4 чёрный ферзь · f4 белая пешка · e3 белый ферзь · a2 белая пешка · b2 белая пешка · g2 белая пешка · h2 белая пешка · a1 белая ладья · c1 белый слон · f1 белая ладья · h1 белый король | c8 чёрная ладья · h8 чёрная ладья · a7 чёрная пешка · b7 чёрный слон · e7 чёрный слон · f7 чёрная пешка · g7 чёрный король · b6 чёрная пешка · e6 чёрная пешка · f6 белый конь · g6 чёрная пешка · e5 белая пешка · d4 чёрный ферзь · f4 белая пешка · e3 белый ферзь · a2 белая пешка · b2 белая пешка · g2 белая пешка · h2 белая пешка · a1 белая ладья · c1 белый слон · f1 белая ладья · h1 белый король | c8 чёрная ладья · h8 чёрная ладья · a7 чёрная пешка · b7 чёрный слон · e7 чёрный слон · f7 чёрная пешка · g7 чёрный король · b6 чёрная пешка · e6 чёрная пешка · f6 белый конь · g6 чёрная пешка · e5 белая пешка · d4 чёрный ферзь · f4 белая пешка · e3 белый ферзь · a2 белая пешка · b2 белая пешка · g2 белая пешка · h2 белая пешка · a1 белая ладья · c1 белый слон · f1 белая ладья · h1 белый король | c8 чёрная ладья · h8 чёрная ладья · a7 чёрная пешка · b7 чёрный слон · e7 чёрный слон · f7 чёрная пешка · g7 чёрный король · b6 чёрная пешка · e6 чёрная пешка · f6 белый конь · g6 чёрная пешка · e5 белая пешка · d4 чёрный ферзь · f4 белая пешка · e3 белый ферзь · a2 белая пешка · b2 белая пешка · g2 белая пешка · h2 белая пешка · a1 белая ладья · c1 белый слон · f1 белая ладья · h1 белый король | c8 чёрная ладья · h8 чёрная ладья · a7 чёрная пешка · b7 чёрный слон · e7 чёрный слон · f7 чёрная пешка · g7 чёрный король · b6 чёрная пешка · e6 чёрная пешка · f6 белый конь · g6 чёрная пешка · e5 белая пешка · d4 чёрный ферзь · f4 белая пешка · e3 белый ферзь · a2 белая пешка · b2 белая пешка · g2 белая пешка · h2 белая пешка · a1 белая ладья · c1 белый слон · f1 белая ладья · h1 белый король | 5 |
| 4 | c8 чёрная ладья · h8 чёрная ладья · a7 чёрная пешка · b7 чёрный слон · e7 чёрный слон · f7 чёрная пешка · g7 чёрный король · b6 чёрная пешка · e6 чёрная пешка · f6 белый конь · g6 чёрная пешка · e5 белая пешка · d4 чёрный ферзь · f4 белая пешка · e3 белый ферзь · a2 белая пешка · b2 белая пешка · g2 белая пешка · h2 белая пешка · a1 белая ладья · c1 белый слон · f1 белая ладья · h1 белый король | c8 чёрная ладья · h8 чёрная ладья · a7 чёрная пешка · b7 чёрный слон · e7 чёрный слон · f7 чёрная пешка · g7 чёрный король · b6 чёрная пешка · e6 чёрная пешка · f6 белый конь · g6 чёрная пешка · e5 белая пешка · d4 чёрный ферзь · f4 белая пешка · e3 белый ферзь · a2 белая пешка · b2 белая пешка · g2 белая пешка · h2 белая пешка · a1 белая ладья · c1 белый слон · f1 белая ладья · h1 белый король | c8 чёрная ладья · h8 чёрная ладья · a7 чёрная пешка · b7 чёрный слон · e7 чёрный слон · f7 чёрная пешка · g7 чёрный король · b6 чёрная пешка · e6 чёрная пешка · f6 белый конь · g6 чёрная пешка · e5 белая пешка · d4 чёрный ферзь · f4 белая пешка · e3 белый ферзь · a2 белая пешка · b2 белая пешка · g2 белая пешка · h2 белая пешка · a1 белая ладья · c1 белый слон · f1 белая ладья · h1 белый король | c8 чёрная ладья · h8 чёрная ладья · a7 чёрная пешка · b7 чёрный слон · e7 чёрный слон · f7 чёрная пешка · g7 чёрный король · b6 чёрная пешка · e6 чёрная пешка · f6 белый конь · g6 чёрная пешка · e5 белая пешка · d4 чёрный ферзь · f4 белая пешка · e3 белый ферзь · a2 белая пешка · b2 белая пешка · g2 белая пешка · h2 белая пешка · a1 белая ладья · c1 белый слон · f1 белая ладья · h1 белый король | c8 чёрная ладья · h8 чёрная ладья · a7 чёрная пешка · b7 чёрный слон · e7 чёрный слон · f7 чёрная пешка · g7 чёрный король · b6 чёрная пешка · e6 чёрная пешка · f6 белый конь · g6 чёрная пешка · e5 белая пешка · d4 чёрный ферзь · f4 белая пешка · e3 белый ферзь · a2 белая пешка · b2 белая пешка · g2 белая пешка · h2 белая пешка · a1 белая ладья · c1 белый слон · f1 белая ладья · h1 белый король | c8 чёрная ладья · h8 чёрная ладья · a7 чёрная пешка · b7 чёрный слон · e7 чёрный слон · f7 чёрная пешка · g7 чёрный король · b6 чёрная пешка · e6 чёрная пешка · f6 белый конь · g6 чёрная пешка · e5 белая пешка · d4 чёрный ферзь · f4 белая пешка · e3 белый ферзь · a2 белая пешка · b2 белая пешка · g2 белая пешка · h2 белая пешка · a1 белая ладья · c1 белый слон · f1 белая ладья · h1 белый король | c8 чёрная ладья · h8 чёрная ладья · a7 чёрная пешка · b7 чёрный слон · e7 чёрный слон · f7 чёрная пешка · g7 чёрный король · b6 чёрная пешка · e6 чёрная пешка · f6 белый конь · g6 чёрная пешка · e5 белая пешка · d4 чёрный ферзь · f4 белая пешка · e3 белый ферзь · a2 белая пешка · b2 белая пешка · g2 белая пешка · h2 белая пешка · a1 белая ладья · c1 белый слон · f1 белая ладья · h1 белый король | c8 чёрная ладья · h8 чёрная ладья · a7 чёрная пешка · b7 чёрный слон · e7 чёрный слон · f7 чёрная пешка · g7 чёрный король · b6 чёрная пешка · e6 чёрная пешка · f6 белый конь · g6 чёрная пешка · e5 белая пешка · d4 чёрный ферзь · f4 белая пешка · e3 белый ферзь · a2 белая пешка · b2 белая пешка · g2 белая пешка · h2 белая пешка · a1 белая ладья · c1 белый слон · f1 белая ладья · h1 белый король | 4 |
| 3 | c8 чёрная ладья · h8 чёрная ладья · a7 чёрная пешка · b7 чёрный слон · e7 чёрный слон · f7 чёрная пешка · g7 чёрный король · b6 чёрная пешка · e6 чёрная пешка · f6 белый конь · g6 чёрная пешка · e5 белая пешка · d4 чёрный ферзь · f4 белая пешка · e3 белый ферзь · a2 белая пешка · b2 белая пешка · g2 белая пешка · h2 белая пешка · a1 белая ладья · c1 белый слон · f1 белая ладья · h1 белый король | c8 чёрная ладья · h8 чёрная ладья · a7 чёрная пешка · b7 чёрный слон · e7 чёрный слон · f7 чёрная пешка · g7 чёрный король · b6 чёрная пешка · e6 чёрная пешка · f6 белый конь · g6 чёрная пешка · e5 белая пешка · d4 чёрный ферзь · f4 белая пешка · e3 белый ферзь · a2 белая пешка · b2 белая пешка · g2 белая пешка · h2 белая пешка · a1 белая ладья · c1 белый слон · f1 белая ладья · h1 белый король | c8 чёрная ладья · h8 чёрная ладья · a7 чёрная пешка · b7 чёрный слон · e7 чёрный слон · f7 чёрная пешка · g7 чёрный король · b6 чёрная пешка · e6 чёрная пешка · f6 белый конь · g6 чёрная пешка · e5 белая пешка · d4 чёрный ферзь · f4 белая пешка · e3 белый ферзь · a2 белая пешка · b2 белая пешка · g2 белая пешка · h2 белая пешка · a1 белая ладья · c1 белый слон · f1 белая ладья · h1 белый король | c8 чёрная ладья · h8 чёрная ладья · a7 чёрная пешка · b7 чёрный слон · e7 чёрный слон · f7 чёрная пешка · g7 чёрный король · b6 чёрная пешка · e6 чёрная пешка · f6 белый конь · g6 чёрная пешка · e5 белая пешка · d4 чёрный ферзь · f4 белая пешка · e3 белый ферзь · a2 белая пешка · b2 белая пешка · g2 белая пешка · h2 белая пешка · a1 белая ладья · c1 белый слон · f1 белая ладья · h1 белый король | c8 чёрная ладья · h8 чёрная ладья · a7 чёрная пешка · b7 чёрный слон · e7 чёрный слон · f7 чёрная пешка · g7 чёрный король · b6 чёрная пешка · e6 чёрная пешка · f6 белый конь · g6 чёрная пешка · e5 белая пешка · d4 чёрный ферзь · f4 белая пешка · e3 белый ферзь · a2 белая пешка · b2 белая пешка · g2 белая пешка · h2 белая пешка · a1 белая ладья · c1 белый слон · f1 белая ладья · h1 белый король | c8 чёрная ладья · h8 чёрная ладья · a7 чёрная пешка · b7 чёрный слон · e7 чёрный слон · f7 чёрная пешка · g7 чёрный король · b6 чёрная пешка · e6 чёрная пешка · f6 белый конь · g6 чёрная пешка · e5 белая пешка · d4 чёрный ферзь · f4 белая пешка · e3 белый ферзь · a2 белая пешка · b2 белая пешка · g2 белая пешка · h2 белая пешка · a1 белая ладья · c1 белый слон · f1 белая ладья · h1 белый король | c8 чёрная ладья · h8 чёрная ладья · a7 чёрная пешка · b7 чёрный слон · e7 чёрный слон · f7 чёрная пешка · g7 чёрный король · b6 чёрная пешка · e6 чёрная пешка · f6 белый конь · g6 чёрная пешка · e5 белая пешка · d4 чёрный ферзь · f4 белая пешка · e3 белый ферзь · a2 белая пешка · b2 белая пешка · g2 белая пешка · h2 белая пешка · a1 белая ладья · c1 белый слон · f1 белая ладья · h1 белый король | c8 чёрная ладья · h8 чёрная ладья · a7 чёрная пешка · b7 чёрный слон · e7 чёрный слон · f7 чёрная пешка · g7 чёрный король · b6 чёрная пешка · e6 чёрная пешка · f6 белый конь · g6 чёрная пешка · e5 белая пешка · d4 чёрный ферзь · f4 белая пешка · e3 белый ферзь · a2 белая пешка · b2 белая пешка · g2 белая пешка · h2 белая пешка · a1 белая ладья · c1 белый слон · f1 белая ладья · h1 белый король | 3 |
| 2 | c8 чёрная ладья · h8 чёрная ладья · a7 чёрная пешка · b7 чёрный слон · e7 чёрный слон · f7 чёрная пешка · g7 чёрный король · b6 чёрная пешка · e6 чёрная пешка · f6 белый конь · g6 чёрная пешка · e5 белая пешка · d4 чёрный ферзь · f4 белая пешка · e3 белый ферзь · a2 белая пешка · b2 белая пешка · g2 белая пешка · h2 белая пешка · a1 белая ладья · c1 белый слон · f1 белая ладья · h1 белый король | c8 чёрная ладья · h8 чёрная ладья · a7 чёрная пешка · b7 чёрный слон · e7 чёрный слон · f7 чёрная пешка · g7 чёрный король · b6 чёрная пешка · e6 чёрная пешка · f6 белый конь · g6 чёрная пешка · e5 белая пешка · d4 чёрный ферзь · f4 белая пешка · e3 белый ферзь · a2 белая пешка · b2 белая пешка · g2 белая пешка · h2 белая пешка · a1 белая ладья · c1 белый слон · f1 белая ладья · h1 белый король | c8 чёрная ладья · h8 чёрная ладья · a7 чёрная пешка · b7 чёрный слон · e7 чёрный слон · f7 чёрная пешка · g7 чёрный король · b6 чёрная пешка · e6 чёрная пешка · f6 белый конь · g6 чёрная пешка · e5 белая пешка · d4 чёрный ферзь · f4 белая пешка · e3 белый ферзь · a2 белая пешка · b2 белая пешка · g2 белая пешка · h2 белая пешка · a1 белая ладья · c1 белый слон · f1 белая ладья · h1 белый король | c8 чёрная ладья · h8 чёрная ладья · a7 чёрная пешка · b7 чёрный слон · e7 чёрный слон · f7 чёрная пешка · g7 чёрный король · b6 чёрная пешка · e6 чёрная пешка · f6 белый конь · g6 чёрная пешка · e5 белая пешка · d4 чёрный ферзь · f4 белая пешка · e3 белый ферзь · a2 белая пешка · b2 белая пешка · g2 белая пешка · h2 белая пешка · a1 белая ладья · c1 белый слон · f1 белая ладья · h1 белый король | c8 чёрная ладья · h8 чёрная ладья · a7 чёрная пешка · b7 чёрный слон · e7 чёрный слон · f7 чёрная пешка · g7 чёрный король · b6 чёрная пешка · e6 чёрная пешка · f6 белый конь · g6 чёрная пешка · e5 белая пешка · d4 чёрный ферзь · f4 белая пешка · e3 белый ферзь · a2 белая пешка · b2 белая пешка · g2 белая пешка · h2 белая пешка · a1 белая ладья · c1 белый слон · f1 белая ладья · h1 белый король | c8 чёрная ладья · h8 чёрная ладья · a7 чёрная пешка · b7 чёрный слон · e7 чёрный слон · f7 чёрная пешка · g7 чёрный король · b6 чёрная пешка · e6 чёрная пешка · f6 белый конь · g6 чёрная пешка · e5 белая пешка · d4 чёрный ферзь · f4 белая пешка · e3 белый ферзь · a2 белая пешка · b2 белая пешка · g2 белая пешка · h2 белая пешка · a1 белая ладья · c1 белый слон · f1 белая ладья · h1 белый король | c8 чёрная ладья · h8 чёрная ладья · a7 чёрная пешка · b7 чёрный слон · e7 чёрный слон · f7 чёрная пешка · g7 чёрный король · b6 чёрная пешка · e6 чёрная пешка · f6 белый конь · g6 чёрная пешка · e5 белая пешка · d4 чёрный ферзь · f4 белая пешка · e3 белый ферзь · a2 белая пешка · b2 белая пешка · g2 белая пешка · h2 белая пешка · a1 белая ладья · c1 белый слон · f1 белая ладья · h1 белый король | c8 чёрная ладья · h8 чёрная ладья · a7 чёрная пешка · b7 чёрный слон · e7 чёрный слон · f7 чёрная пешка · g7 чёрный король · b6 чёрная пешка · e6 чёрная пешка · f6 белый конь · g6 чёрная пешка · e5 белая пешка · d4 чёрный ферзь · f4 белая пешка · e3 белый ферзь · a2 белая пешка · b2 белая пешка · g2 белая пешка · h2 белая пешка · a1 белая ладья · c1 белый слон · f1 белая ладья · h1 белый король | 2 |
| 1 | c8 чёрная ладья · h8 чёрная ладья · a7 чёрная пешка · b7 чёрный слон · e7 чёрный слон · f7 чёрная пешка · g7 чёрный король · b6 чёрная пешка · e6 чёрная пешка · f6 белый конь · g6 чёрная пешка · e5 белая пешка · d4 чёрный ферзь · f4 белая пешка · e3 белый ферзь · a2 белая пешка · b2 белая пешка · g2 белая пешка · h2 белая пешка · a1 белая ладья · c1 белый слон · f1 белая ладья · h1 белый король | c8 чёрная ладья · h8 чёрная ладья · a7 чёрная пешка · b7 чёрный слон · e7 чёрный слон · f7 чёрная пешка · g7 чёрный король · b6 чёрная пешка · e6 чёрная пешка · f6 белый конь · g6 чёрная пешка · e5 белая пешка · d4 чёрный ферзь · f4 белая пешка · e3 белый ферзь · a2 белая пешка · b2 белая пешка · g2 белая пешка · h2 белая пешка · a1 белая ладья · c1 белый слон · f1 белая ладья · h1 белый король | c8 чёрная ладья · h8 чёрная ладья · a7 чёрная пешка · b7 чёрный слон · e7 чёрный слон · f7 чёрная пешка · g7 чёрный король · b6 чёрная пешка · e6 чёрная пешка · f6 белый конь · g6 чёрная пешка · e5 белая пешка · d4 чёрный ферзь · f4 белая пешка · e3 белый ферзь · a2 белая пешка · b2 белая пешка · g2 белая пешка · h2 белая пешка · a1 белая ладья · c1 белый слон · f1 белая ладья · h1 белый король | c8 чёрная ладья · h8 чёрная ладья · a7 чёрная пешка · b7 чёрный слон · e7 чёрный слон · f7 чёрная пешка · g7 чёрный король · b6 чёрная пешка · e6 чёрная пешка · f6 белый конь · g6 чёрная пешка · e5 белая пешка · d4 чёрный ферзь · f4 белая пешка · e3 белый ферзь · a2 белая пешка · b2 белая пешка · g2 белая пешка · h2 белая пешка · a1 белая ладья · c1 белый слон · f1 белая ладья · h1 белый король | c8 чёрная ладья · h8 чёрная ладья · a7 чёрная пешка · b7 чёрный слон · e7 чёрный слон · f7 чёрная пешка · g7 чёрный король · b6 чёрная пешка · e6 чёрная пешка · f6 белый конь · g6 чёрная пешка · e5 белая пешка · d4 чёрный ферзь · f4 белая пешка · e3 белый ферзь · a2 белая пешка · b2 белая пешка · g2 белая пешка · h2 белая пешка · a1 белая ладья · c1 белый слон · f1 белая ладья · h1 белый король | c8 чёрная ладья · h8 чёрная ладья · a7 чёрная пешка · b7 чёрный слон · e7 чёрный слон · f7 чёрная пешка · g7 чёрный король · b6 чёрная пешка · e6 чёрная пешка · f6 белый конь · g6 чёрная пешка · e5 белая пешка · d4 чёрный ферзь · f4 белая пешка · e3 белый ферзь · a2 белая пешка · b2 белая пешка · g2 белая пешка · h2 белая пешка · a1 белая ладья · c1 белый слон · f1 белая ладья · h1 белый король | c8 чёрная ладья · h8 чёрная ладья · a7 чёрная пешка · b7 чёрный слон · e7 чёрный слон · f7 чёрная пешка · g7 чёрный король · b6 чёрная пешка · e6 чёрная пешка · f6 белый конь · g6 чёрная пешка · e5 белая пешка · d4 чёрный ферзь · f4 белая пешка · e3 белый ферзь · a2 белая пешка · b2 белая пешка · g2 белая пешка · h2 белая пешка · a1 белая ладья · c1 белый слон · f1 белая ладья · h1 белый король | c8 чёрная ладья · h8 чёрная ладья · a7 чёрная пешка · b7 чёрный слон · e7 чёрный слон · f7 чёрная пешка · g7 чёрный король · b6 чёрная пешка · e6 чёрная пешка · f6 белый конь · g6 чёрная пешка · e5 белая пешка · d4 чёрный ферзь · f4 белая пешка · e3 белый ферзь · a2 белая пешка · b2 белая пешка · g2 белая пешка · h2 белая пешка · a1 белая ладья · c1 белый слон · f1 белая ладья · h1 белый король | 1 |
|   | a | b | c | d | e | f | g | h |   |

1.e4 c6 2.d4 d5 3.Kc3 de 4.K:e4 Kd7 5.Kf3 Kgf6 6.Kg3 e6 7.Cd3 Ce7 8.0—0 0—0 9.Фe2 c5 10.c3 b6 11.Ke5 Cb7 12.f4 cd 13.cd K:e5 14.de Kg4 15.C:h7+ Kp: h7 16.Ф:g4 Фd4+ 17.Kph1 Лас8 18.Kh5 g6 19.Фh3 Лh8 20.Kf6+ Kpg7 21.Фе3
(см. диаграмму)
21…Лс2! 22.Фg3 Фd3! 23.Ф:d3 Л:g2 24.Kg4 Лg: h2+, 0 : 1

## Награды
- Орден «Знак Почёта» (27.04.1957) — «за успехи, достигнутые в деле развития массового физкультурного движения в стране, повышения мастерства советских спортсменов, и успешное выступление на международных соревнованиях»

## Книги
- Часы не остановлены. — Москва: Правда, 1984. — 48 с. (Библиотека «Огонёк»; № 52).
- Сквозь призму полувека. — Москва: Советская Россия, 1986. — 223 с. (Шахматное искусство).

## Киновоплощение
В фильме «Белый снег России», посвященный Александру Алехину (1980, Мосфильм, реж. Ю. Вышинский), роль С. Флора исполнил Борис Галкин.